# Ballon dirigeable
Pour les articles homonymes, voir Ballon et Dirigeable.
Un ballon dirigeable ou simplement dirigeable est un aéronef utilisant un gaz porteur destiné à assurer l'essentiel de sa sustentation, et des systèmes de propulsion lui conférant une certaine manœuvrabilité tridimensionnelle. Ce type d'aérostat peut être un peu plus lourd ou un peu plus léger que l'air selon sa configuration de vol. Les dirigeables se distinguent des autres types de ballons (montgolfières et ballons à gaz libres) par leur dispositifs de manœuvrabilité et systèmes propulsifs pour évoluer sur le plan horizontal et vertical.
Pour se déplacer, les dirigeables utilisent la propulsion par hélices. Elles peuvent être orientables et mues par différents systèmes, comme les moteurs à combustion, les moteurs électriques, les systèmes hybrides, ou un pédalier.
Les sources d'énergies nécessaires au système propulsif peuvent provenir de combustibles fossiles, dans le cas des moteurs thermiques ou, de batteries, de capteurs photovoltaïques, de piles à combustible, pour les motorisations électriques. Il est aussi possible d'utiliser la propulsion humaine ou la propulsion vélique produite par l'effort du vent sur une voile.
La taille des ballons dirigeables peut varier considérablement. Les appareils à propulsion humaine comme le Liftium 2 de Didier Costes, ont une vingtaine de mètres de longueur et une masse en vol d'environ 180 kg tandis que les dirigeables transatlantiques des années 1930, comme le LZ 129 Hindenburg, peuvent atteindre 247 mètres de longueur avec une masse en charge de 248 tonnes.

## Histoire

### Les pionniers

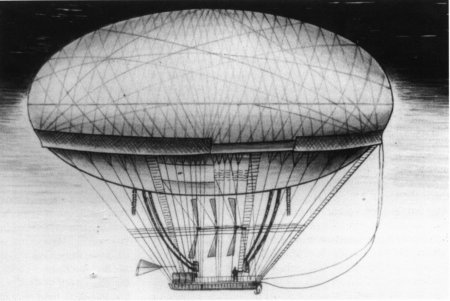
Projet d’aérostat conçu par Meusnier de La Place en 1784.

Bartolomeu Lourenço de Gusmão (1685-1724) est considéré comme un précurseur de la navigation aérienne ayant imaginé des aérostats. En 1783, dès les premiers ballons à gaz l'idée de dirigeable émerge car le défaut majeur de ces ballons est leur incapacité à se diriger. Sous l'égide des frères Robert, la forme du ballon s'allonge. Dès 1783, le savant général Jean-Baptiste Marie Meusnier de La Place imagine les organes de direction et expose dans ses travaux, qui sont à la base de l'aérostation actuelle, les conditions d'équilibre d'un aérostat dirigeable de forme ellipsoïdale, muni d'un gouvernail. Le projet ne vit cependant jamais le jour du fait de la mort prématurée de son inventeur et de l'absence de moteur à cette époque. Il propose une gestion du gaz avec l'installation de ballonnet d'air dans l'enveloppe, pour passer du pilotage de vol à volume constant, vers un pilotage à masse de gaz constante.

#### XIXesiècle
Après avoir clairement exposé le principe de l'aéroplane dès le début du XIXe siècle, l'inventeur anglais Sir George Cayley envisage en 1816 l'emploi du dirigeable pour la grande navigation et prévoit la réalisation des dirigeables rigides mus par un propulseur fonctionnant à la vapeur.
En 1825, le physicien français Edmond-Charles Genêt propose un projet d'aérostat comportant une partie supérieure en forme de coupole allongée et plate en dessous. L'appareil propulseur constitué d'immenses roues à aubes est actionné par deux chevaux.
La première tentative de motoriser un aérostat est à mettre au compte de deux Français. Le premier, Pierre Jullien, horloger de son état, parvient à faire voler deux modèles réduits actionnés par mouvement d'horlogerie sur la piste de l'hippodrome de Paris. En 1852, il construisit un ballon pisciforme (ressemblant à un poisson) baptisé « Précurseur » qui ne vola jamais mais qui présentait la configuration requise pour soutenir un vol. Il était en effet équipé de gouvernails de direction et de profondeur à la poupe.
Le second, Henri Giffard, passe à la postérité en 1852 pour avoir imaginé et construit le premier aérostat Giffard qui, mû par une machine à vapeur placée dans la nacelle, put opérer « avec le plus grand succès diverses manœuvres de mouvement circulaire et de déviation latérale. » (par rapport au vent).
Le vol historique a lieu le 24 septembre 1852 entre l'hippodrome de Paris et Élancourt, soit environ 27 km, grâce à un dirigeable de 44 m de long en forme de cigare. Il est équipé d'un moteur à vapeur développant 3 ch (2,21 kW) et actionnant une hélice placée sous le ventre de l'engin,.
L'aérostat atteignait la vitesse de 10 km/h (2,78 m/s) mais pouvait difficilement remonter un vent soutenu malgré ses capacités incontestables de « dirigeabilité ». Henri Giffard pouvait ainsi énoncer : « l'action du gouvernail se faisait parfaitement sentir et à peine avais-je tiré légèrement une des deux cordes de manœuvre que je voyais immédiatement l'horizon tournoyer autour de moi ».
Henri Giffard peut être considéré comme l'égal des plus grands précurseurs que furent les frères Montgolfier et les frères Wright. Il fut incontestablement en avance sur son époque, puisqu'il faut attendre près de vingt ans pour assister à une nouvelle tentative de motorisation d'un aérostat.

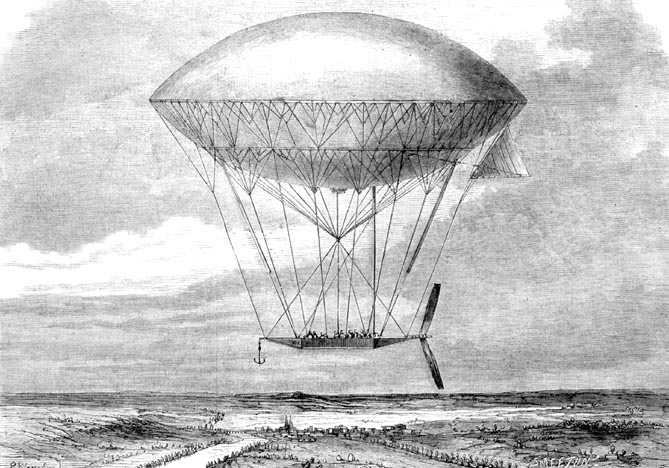
Aérostat dirigeable Dupuy de Lôme à propulsion humaine (1872).

En 1870-1872, l'ingénieur de la marine française Henri Dupuy de Lôme réalise un aérostat allongé, mû à bras d'homme et destiné originellement à briser le siège de Paris : l'aérostat dirigeable Dupuy de Lôme. Huit « marins » actionnent l'hélice pour le propulser.
Sa longueur est de 89 m, sa largeur de 13,22 m et son volume de 9 000 m3. Il effectue son vol d'essai le 2 février 1872. L'appareil est détruit dans la nuit du 23 au 24 août 1914, victime d'un « tir ami ».
De la construction au vol d'essai, Henri Dupuy de Lôme extrait les données scientifiques dans une Note à l'Académie des Sciences.
La nacelle du dirigeable est exposée dans la grande galerie du musée de l'Air et de l'Espace, lors de sa réouverture, le 29 novembre 2019.
En 1873 est déposé le brevet d'un aérostat à coque rigide, une année avant Ferdinand von Zeppelin. L'appareil, conçu par Joseph Spiess, est construit en 1913. Il fut le seul et unique dirigeable à structure rigide français du XIXe siècle. Son armature est composée de longerons en bois creux renforcés avec du fil. Il porte le nom de son concepteur : le « Spiess ». Utilisé quelque temps pour le réglage de l'artillerie, sans que cela soit concluant, il est finalement détruit en 1915.
Deux cartes postales de 1913 illustrant le Spiess : 

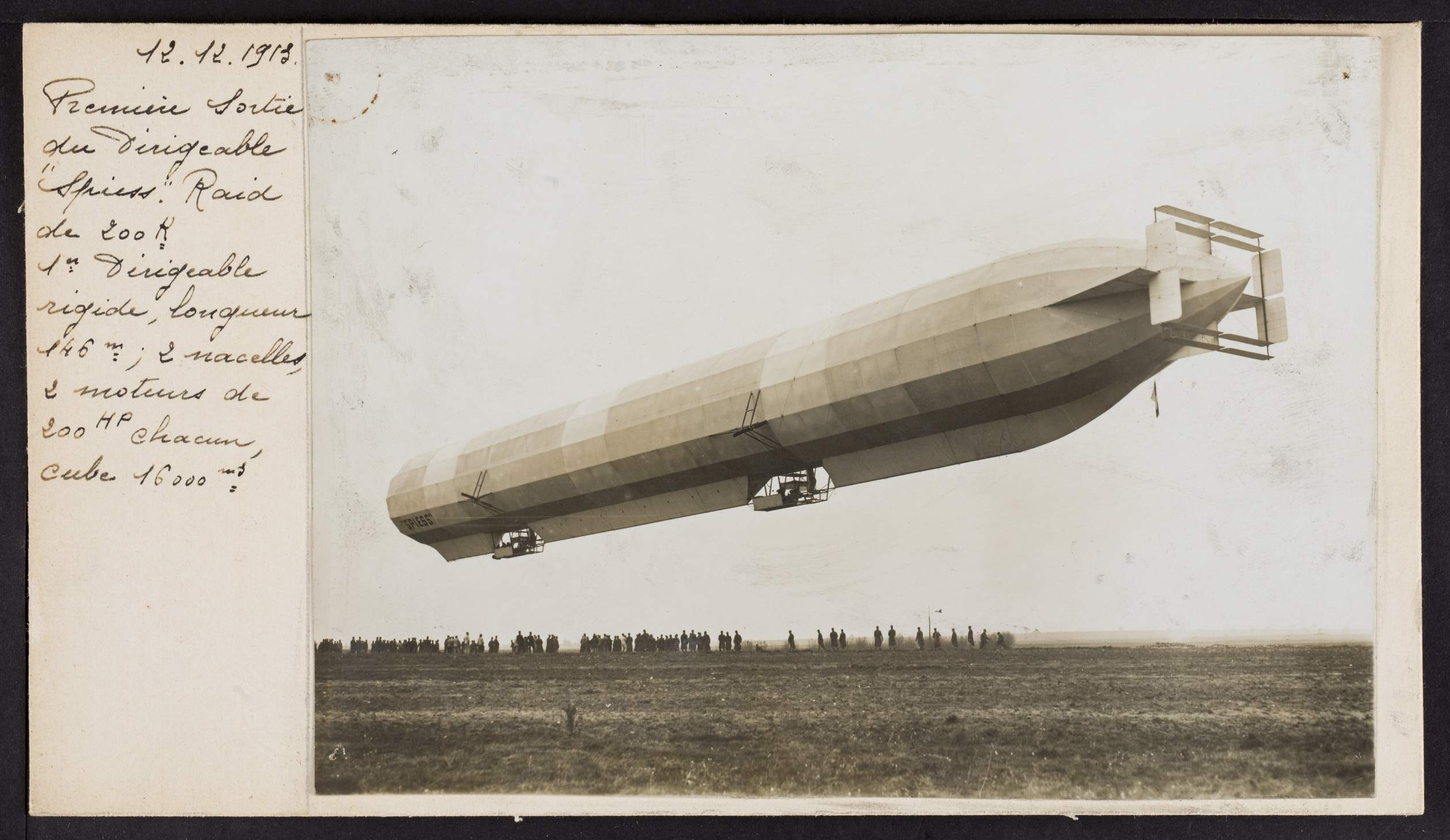
La première sortie du 12 décembre 1913.
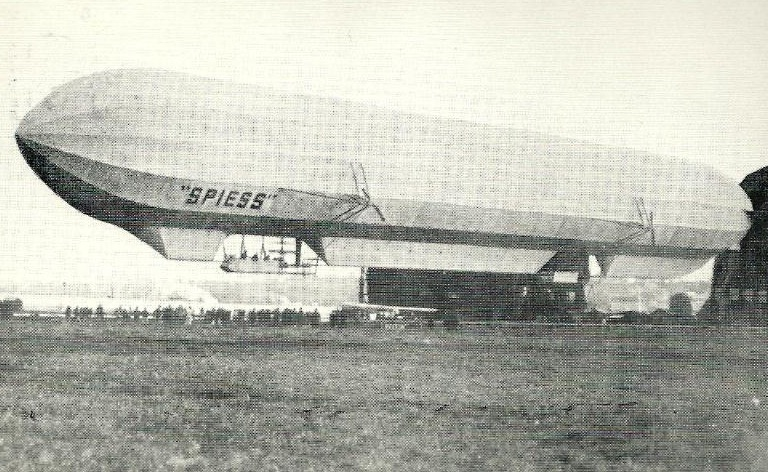
Le Spiess à faible altitude.

Ballon dirigeable électrique des frères Gaston et Albert Tissandier (1883).

En 1883 et 1884, les frères aéronautes Gaston et Albert Tissandier, construisent un ballon dirigeable qu'ils munissent d'une hélice entraînée par un moteur électrique alimenté par des piles et avec lequel ils réussissent à remonter un courant aérien.
Pour cause de manque de financement, il n'y eut que deux vols, qui eurent lieu par temps venté, minimisant l'effet du moteur,.
Ce dirigeable électrique est alimenté par des piles « Tissandier ». La masse par unité de puissance, l'inverse de la puissance massique, de ces piles est de 170 kg ch−1.
La puissance motrice par unité de section transversale du ballon (comparable à la densité surfacique de puissance) est de 2 ch dam−2.

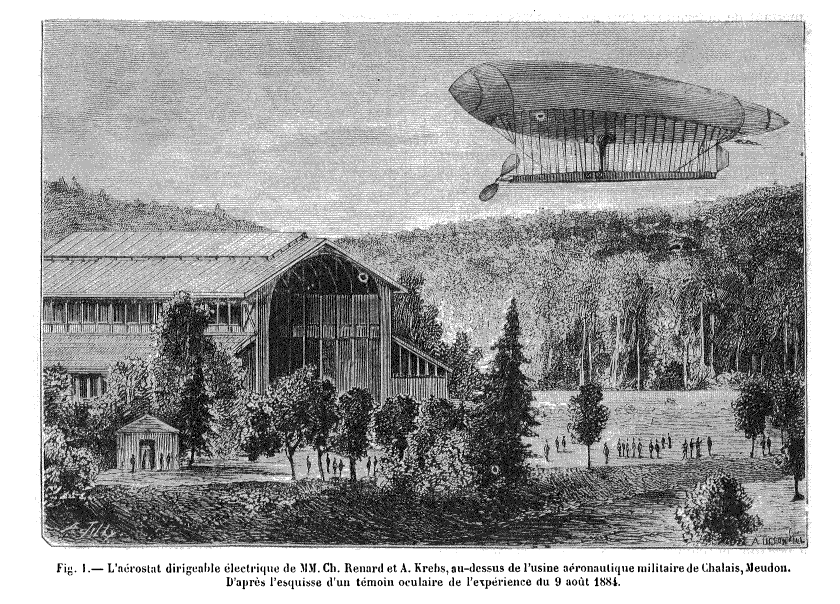
La France, ballon dirigeable électrique de Charles Renard et Arthur Constantin Krebs (1884).

Le premier dirigeable vraiment manœuvrable voit le jour à la même époque. Il est conçu par les capitaines Charles Renard, officier du génie, et Arthur Krebs à l'établissement aérostatique de Chalais Meudon, dont Charles Renard était le directeur. La France est également un dirigeable électrique, mais propulsée par une puissance motrice relativement grande par rapport à la section transversale du ballon. En effet il y a 16 ch dam−2 de section transversale. Le moteur de 110 kg développe 9 ch (6,62 kW). Sa masse par unité de puissance est de 12 kg ch−1. C'est surtout l'utilisation de piles légères qui lui permet de gagner du poids, par rapport à l'appareil des frères Tissandier. Ces piles chlorochromiques possèdent une puissance massique supérieure et fournissent 9 ch (6,62 kW) pour environ 400 kg, avec 44 kg ch−1. Le 9 août 1884, l'aérostat réalise le premier parcours en circuit fermé, d'environ 7 km. L'expérience est renouvelée trois fois au cours de l'année 1884. Ce dirigeable est également le premier à comporter un empennage à l'arrière afin de maintenir la stabilité en lacet et tangage de l'appareil, dispositif conceptualisé par Henri Dupuy de Lôme et Gustave Zédé,.
Une campagne de financement participatif est lancée le 15 octobre 2018, par l'association des amis du Musée de l'air (AAMA), pour restaurer les éléments restants du dirigeable. La souscription, clôturée le 21 mars 2019, a permis de récolter 10 375 euros. La gouverne, l'hélice, la nacelle, les piles, ainsi que le moteur électrique, sont exposés dans la Grande Galerie du musée de l'Air et de l'Espace du Bourget, depuis le 29 novembre 2019,,.
Les restes de l'appareil avait déjà été présentés au public, lors d'une exposition au Grand Palais, en 1983.
En 1888, Gottlieb Daimler, inventeur du moteur à essence à explosion, motorise avec succès son premier ballon dirigeable Daimler à Stuttgart. L'aérostat de 26 m, est propulsé par le tout premier moteur à gaz Daimler mono-cylindre. C'est la première fois qu'un dirigeable utilise un moteur thermique à combustion interne. Ce moteur à quatre temps développe 2 ch (1,47 kW) à 720 tr/min.

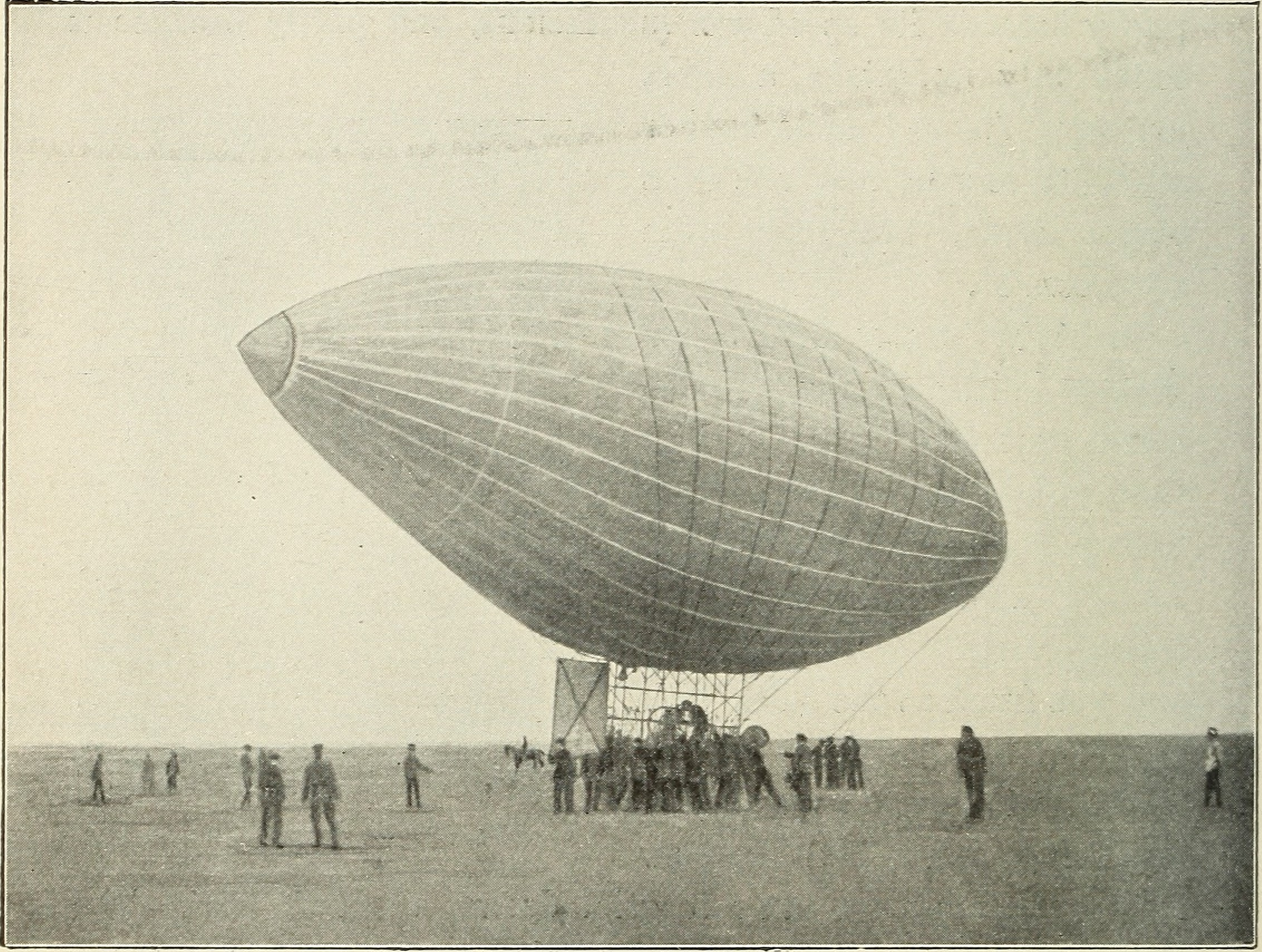
Ballon dirigeable Daimler, à premier moteur à combustion interne, à gaz, de Gottlieb Daimler (1888).

Ces moteurs ont déjà été utilisés avec succès sur une moto en 1885, la Daimler Reitwagen et sur une voiture en 1886, avec la Benz Patent Motorwagen. En 1887, sur un bateau prénommé : Marie et sur un tramway quatre places, le tramway Daimler à essence (de).
Ce dirigeable souple possède deux hélices, une de propulsion et une inférieure pour la montée et la descente, en toile tendue. L'hélice horizontale, est inspirée de la vis aérienne du XVe siècle de Léonard de Vinci.
Il réalise le 10 août 1888 un premier aller-retour de 10 km entre Stuttgart et la ville voisine de Remseck am Neckar à la vitesse de 20 km/h.
Après cette première expérience avec un moteur à combustion interne, Daimler-Motoren-Gesellschaft va motoriser la plupart des Zeppelins du début du XXe siècle.
Le 3 novembre 1897, David Schwarz fait s'élever le premier dirigeable entièrement en métal (en utilisant de l'aluminium), à Berlin.
Le vol se termine par un écrasement au sol.

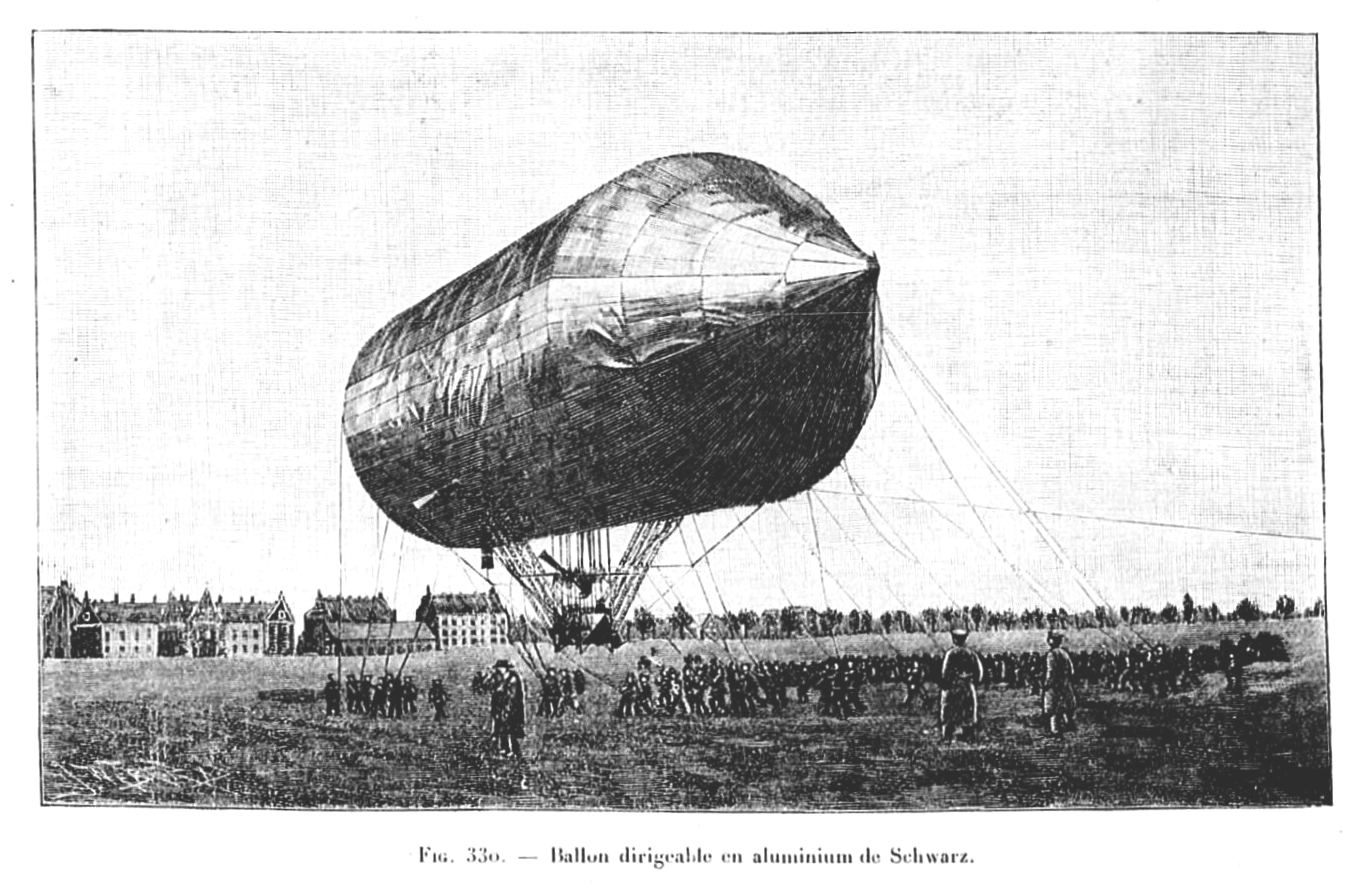
Le dirigeable en aluminium de Schwarz.
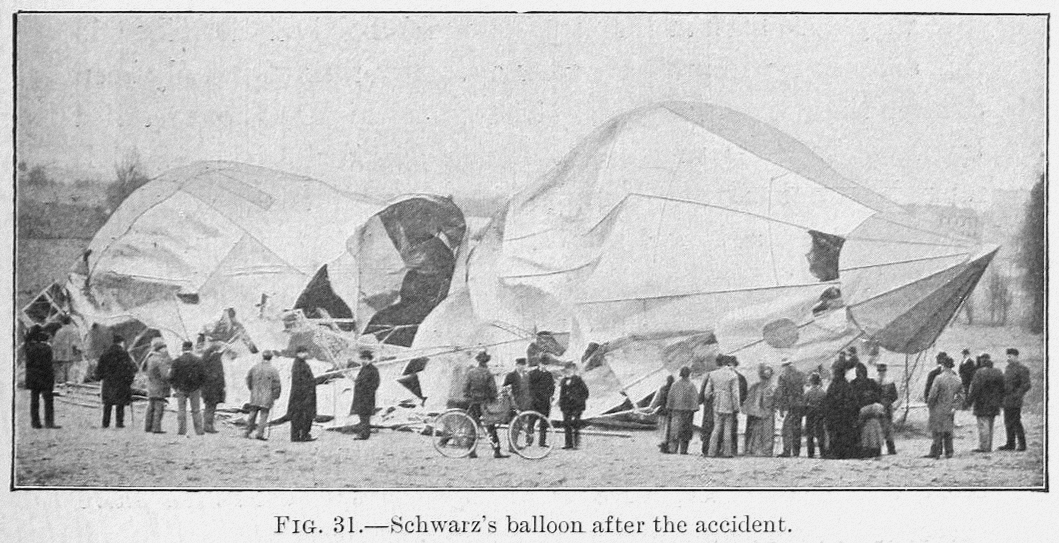
Après le crash.

### XXesiècle

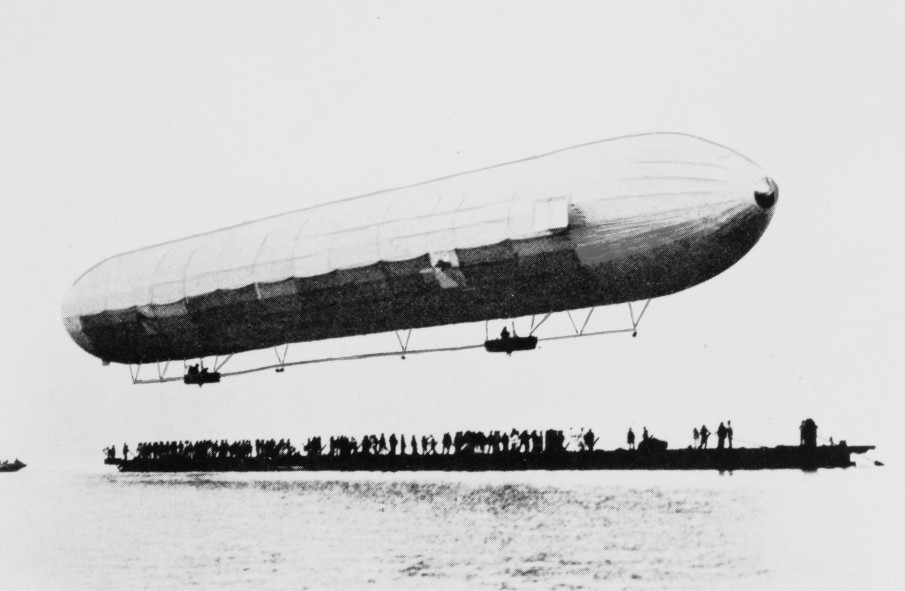
Le premier vol d'un Zeppelin LZ 1, 247 mètres, en 1900.

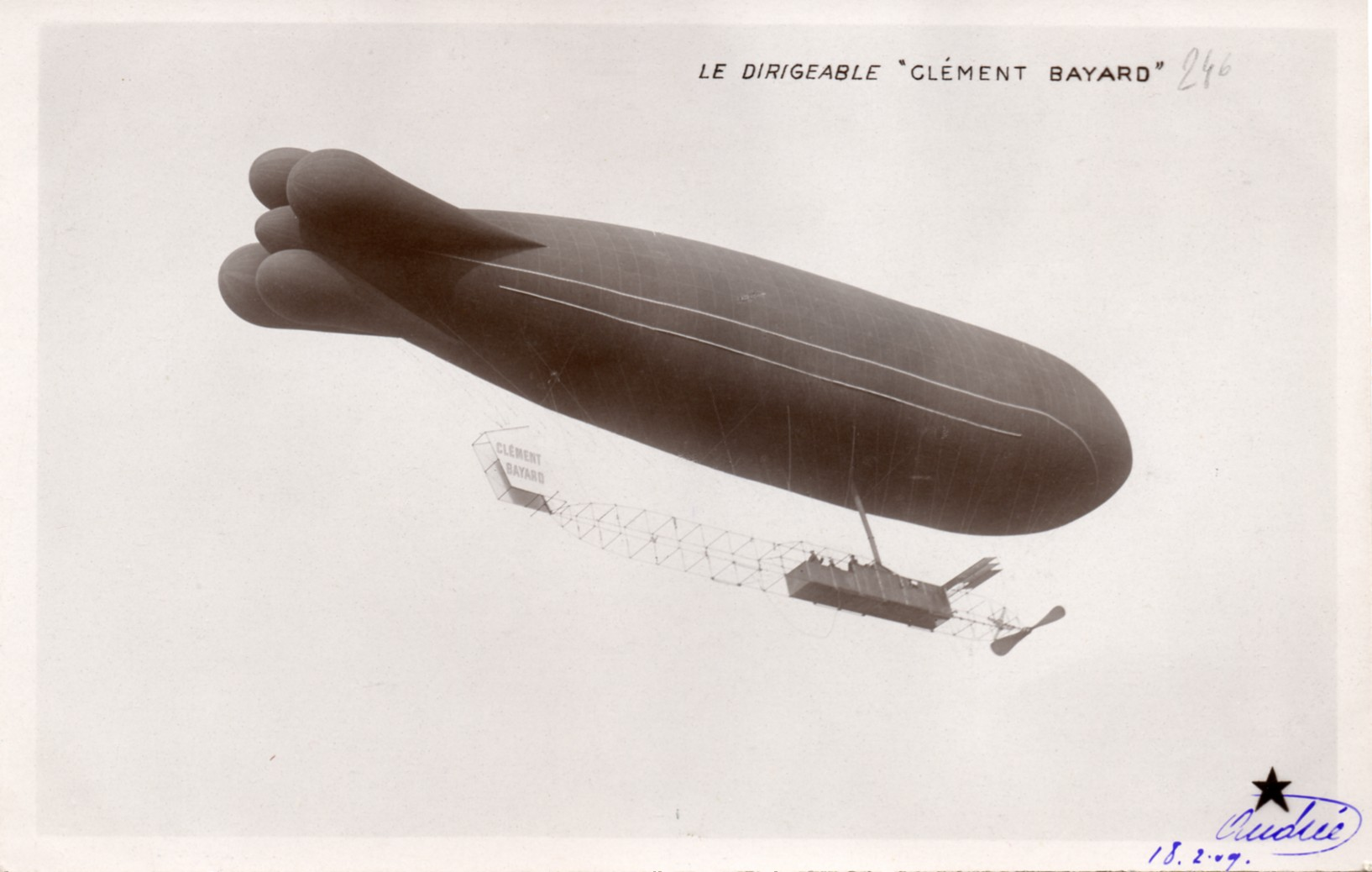
Dirigeable Clément-Bayard no 1 en 1908.

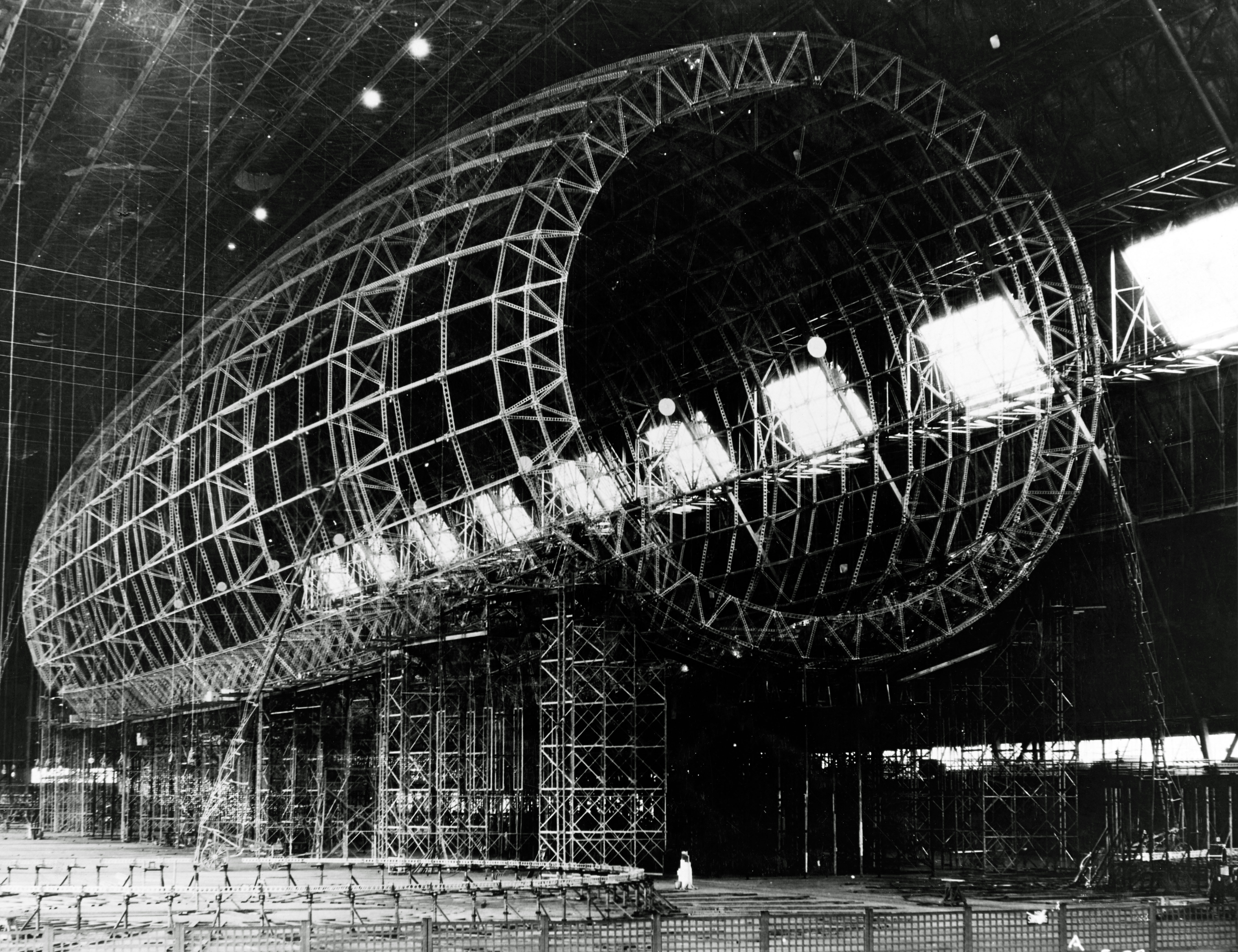
USS Akron (ZRS-4) en construction (novembre 1930).

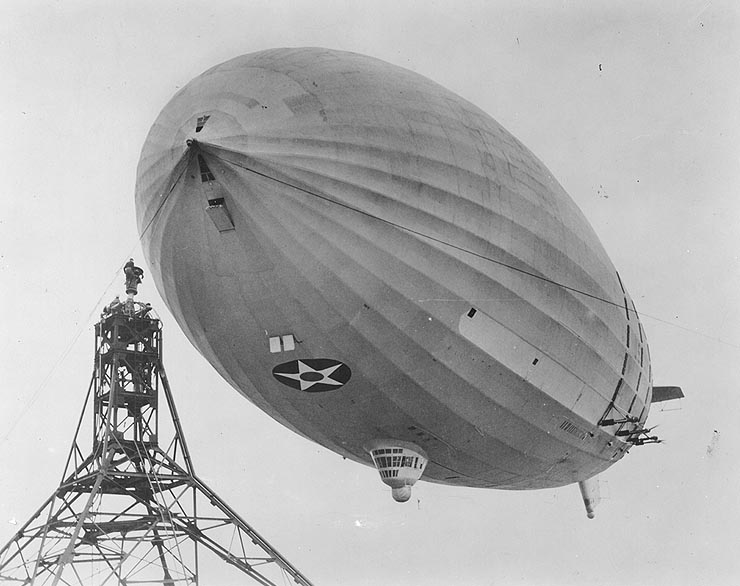
L'USS Akron (ZRS-4) en approche sur son mât d'amarrage.

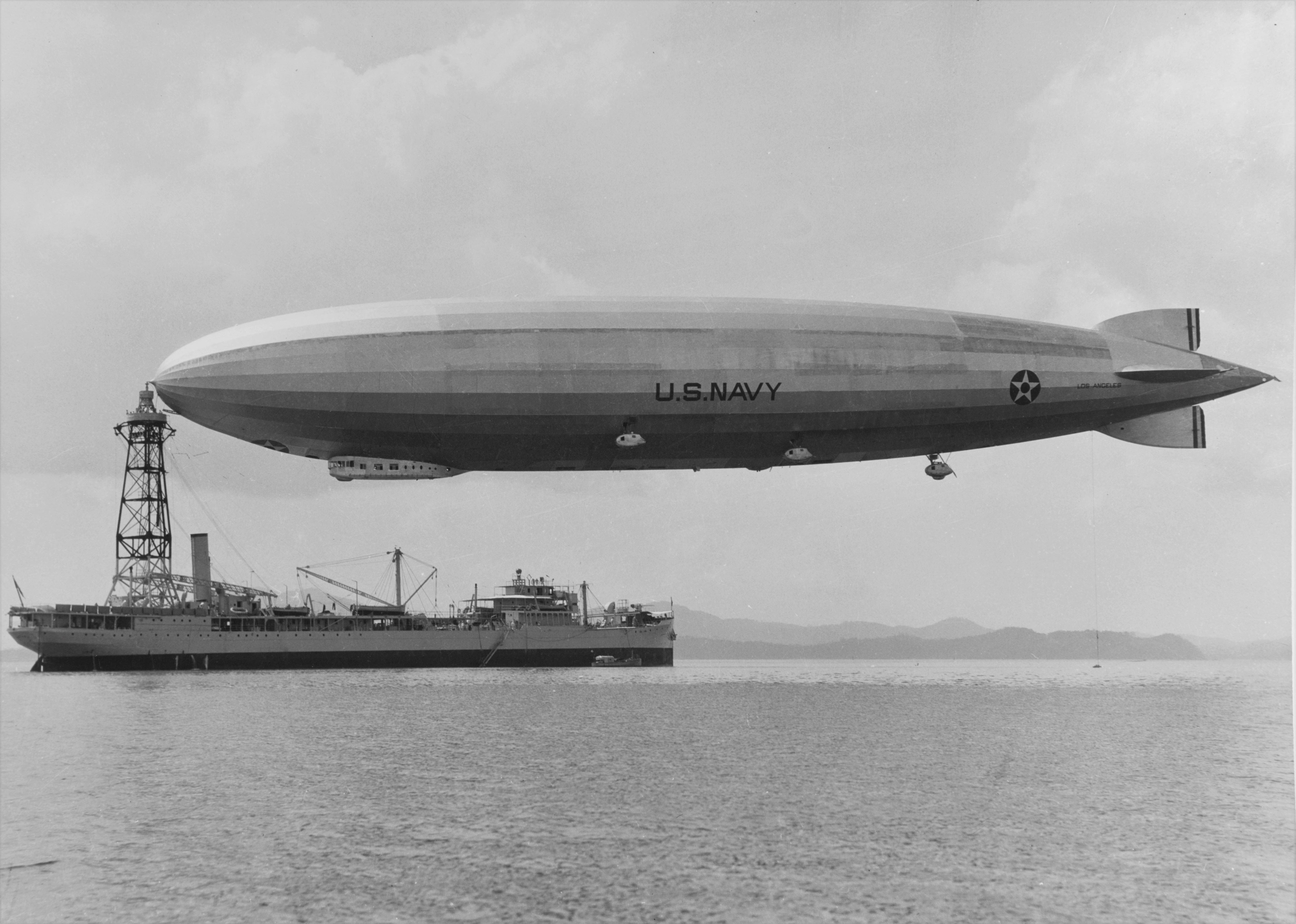
L'USS Los Angeles (ZR-3) apponté sur le mât d'ancrage de la marine de guerre.

Le 2 juillet 1900, c'est aussi en Allemagne, sur le lac de Constance, qu'a lieu le vol inaugural du premier dirigeable rigide Zeppelin, le LZ-1, de Ferdinand von Zeppelin, propulsé par 2 moteurs 4 cylindres Daimler NL-1 de 14 ch (10,3 kW), de Daimler Phoenix.
Les progrès des moteurs à explosion qui présentent la particularité de peser peu au cheval développé, impriment un progrès définitif à la locomotion aérienne. Dès 1898, le brésilien d'origine française Alberto Santos-Dumont expérimente de petits dirigeables souples de sa conception équipés de moteurs à essence et qui lui valent une immense popularité avant même qu'il expérimente le plus lourd que l'air quelques années plus tard. Le 19 octobre 1901, il remporte le prix de 100 000 francs-or, offert par le mécène de l'aviation Henry Deutsch de la Meurthe, pour avoir relié le parc d'aérostation de Saint-Cloud à la tour Eiffel, avec retour au point de départ, en une demi-heure à bord de son modèle : le Santos-Dumont numéro 6 (en). Pour la petite histoire, Alberto Santos-Dumont distribua son pactole à ses ouvriers et aux pauvres de Paris. Il avait failli se tuer lors d'une tentative précédente.
En 1902, Leornardo Torres Quevedo présente à l'Académie des sciences de Paris, un nouveau type de dirigeable avec une conception nouvelle, pour le maintien et le renfort de la voilure par un système auto-rigide au moyen de câbles flexibles.
À partir de 1911, il collabore avec l'ingénieur en aéronautique Édouard Surcouf, au sein de la société aéronautique Astra, pour la réalisation d'un nouveau modèle de dirigeable dans les ateliers d'Issy-les-Moulineaux. Ce nouveau dirigeable, l'Astra-Torres no 1 est beaucoup plus rapide et performant. Il y aura ensuite d'autres « Astra-Torres », dont le Pilâtre de Rozier (Astra-Torres N° XV), en l'honneur de l'aérostier Jean-François Pilâtre de Rozier, qui atteindra 23 000 m3, les dimensions du Zeppelin.
Le 12 novembre 1902, le premier dirigeable semi-rigide des frères Lebaudy, conçu par l'ingénieur Henri Julliot, fait le trajet Paris - Moisson, soit 62 km en 1 h 40.
Le 11 novembre 1906, c'est la première traversée des Alpes en ballon, signée par les Italiens Usuelli et Crespi, à bord du Milano, en un peu plus de quatre heures, entre Milan et Aix-en-Savoie (aujourd'hui Aix-les-Bains).
Le 16 octobre 1910, le dirigeable français souple Clément-Bayard-II (78,50 m de long), construit dans l’Oise par Adolphe Clément-Bayard, est le premier à traverser la Manche en parcourant en 6 heures, le trajet de Breuil (Oise) à Londres (390 km), à la vitesse moyenne de 65 km/h et avec 7 personnes à son bord.

#### Première Guerre mondiale
Les firmes Zeppelin, Lind Er Schtrümpf et Schütte-Lanz (de) vont marquer l'essor du dirigeable rigide, construisant respectivement 96 et 22 aérostats. Zeppelin privilégie l'utilisation de l'aluminium pour la construction de la structure tandis que la seconde se fait la spécialiste des ossatures en bois. Durant les quatre années de la Première Guerre mondiale, les dirigeables construits en Allemagne deviennent de plus en plus gros, allant jusqu'à dépasser les 200 mètres de longueur. Ils effectuent 1 189 missions de reconnaissance et 231 attaques à la bombe, visant tout particulièrement la ville de Londres.
Percer les secrets de fabrication de ces dirigeables rigides fut donc une des missions prioritaires des services de renseignement britanniques. L'Amirauté commanda donc à la firme Vickers : le Type 9, un dirigeable rigide inspiré des réalisations Zeppelin, dont sera dérivé une série de quatre Vickers Type 23. Devant le peu de succès de ces appareils, l'Amirauté prit ensuite directement en charge, la conception des dirigeables Type 23X à structure métallique et Type 31 largement copiés sur les Schütte-Lanz. Sur 14 dirigeables rigides, mis en chantier en Grande-Bretagne durant la Première Guerre mondiale, neuf seulement furent achevés avant l'Armistice et un seul participa effectivement à des opérations militaires.
En Allemagne comme en Grande-Bretagne, on tenta d'assurer la protection de ces géants des airs, contre les attaques des chasseurs en réalisant les premières expériences de chasseur parasite : Un ou deux monoplaces étaient accrochés sous le dirigeable.

#### Entre-deux-guerres

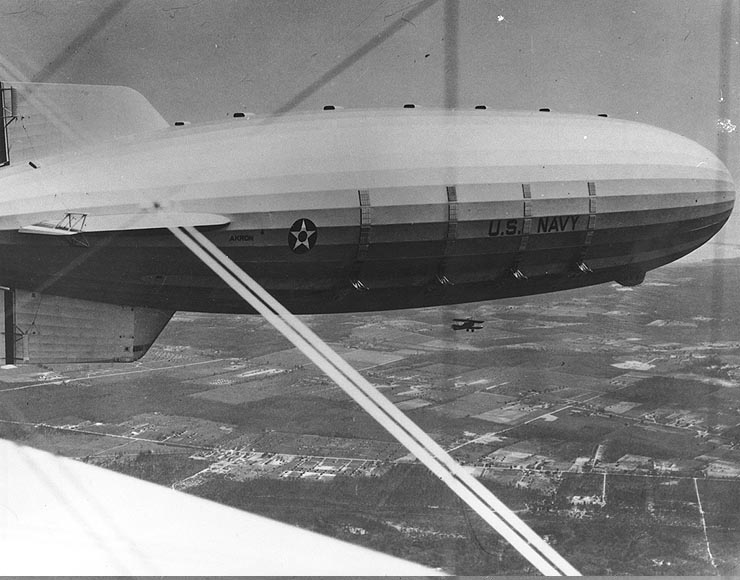
Le dirigeable porte-avions USS Akron (ZRS-4) récupérant un chasseur N2Y-1 en 1932.

Dans les années 1920 et 1930, Allemands, Américains, Français, Italiens et Anglais se lancent dans la construction d'engins de taille spectaculaire qui servent le prestige national. Ils ont surtout une vocation de transport de passagers au long cours, mais les Américains testent des dirigeable porte-avions pour des usages militaires, poursuivant en particulier la technique des chasseurs parasites. La presse enthousiaste les surnomme « paquebot volant », « vaisseau du ciel », relatant les croisières souvent effectuées par des personnalités, qui ont le moyen de s'offrir ce type de transport coûteux.
Le LZ 127 Graf Zeppelin est le plus grand dirigeable jamais construit avec plus de 236 mètres de longueur lors de sa mise en service en 1928. Sous le commandement d'Hugo Eckener, il va établir plusieurs records. Il réalisera le premier tour du monde en août 1929, incluant la première traversée du Pacifique (Tokyo-San Francisco) sans escale. Il parcourut plus d'un million et demi de kilomètres au cours de 590 vols, durant son exploitation jusqu'en 1937, dont 143 traversées de l'Atlantique et transporta entre 1928 et 1937 13 110 passagers.
Mais plusieurs catastrophes vont alors marquer l'histoire des dirigeables. Ces catastrophes sont essentiellement dues au fait que le dirigeable est trop sensible aux mauvaises conditions climatiques (vent, pluie, neige, givre et foudre) et que le gaz utilisé, le dihydrogène (appelé communément hydrogène), est hautement inflammable.
En 1928, le dirigeable Italia, second engin d'Umberto Nobile s'abîme sur la route du Pôle Nord, probablement à cause de la glace accumulée sur le ballon et de la surcharge qu'elle a créée. Les opérations de sauvetage des aérostiers italiens seront tragiques ; Amundsen et Guilbaud y laisseront la vie.
Construit à la fin des années 1920 par le gouvernement britannique, le R100 devait assurer des liaisons entre Londres et l'Empire britannique en concurrence avec les Zeppelin allemands. Il fit un aller-retour triomphal entre Londres et Montréal (Canada) du 28 juillet au 16 août 1930. Le 5 octobre 1930, son jumeau le R101, parti de Londres, s'écrase pendant son voyage inaugural vers Bombay, sur les collines de Picardie, à proximité de Beauvais. La catastrophe a lieu de nuit et par mauvais temps, mais la cause de l'accident reste inconnue. 48 personnes trouvent la mort et le Royaume-Uni interdira l'usage de l'hydrogène pour les ballons et vendra le R100 à la casse.
En 1925, le dirigeable américain USS USS Shenandoah (ZR-1) brûle en plein ciel et se brise en 3 morceaux, faisant 15 morts. Deux des trois dirigeables porte-avions de l'US Navy s'écrasèrent en mer. Le USS Akron (ZRS-4), le 4 avril 1933, tua 73 membres d'équipage et passagers et le USS Macon (ZRS-5), le 12 février 1935, entraîna le décès (évitable) de deux marins.
L'Allemagne reste le seul pays avec des dirigeables à usage commercial. Ils sont principalement utilisés pour des traversées de l'Atlantique, mais ces dernières ne se font que d'avril à octobre, pour éviter le mauvais temps hivernal et les tempêtes de l'Atlantique nord. Le 6 mai 1937, le Hindenburg, gonflé au dihydrogène (200 000 m3 de gaz inflammable), prend feu lors de son atterrissage à l'aéroport de Lakehurst, non loin de New York. Cet accident fait 35 victimes (parmi 97 personnes à bord) et met fin aux vols de dirigeables commerciaux.

#### Seconde Guerre mondiale et «Trente Glorieuses»
Devenus inutiles pendant la Seconde Guerre mondiale, ils vont être détrônés à la fin de celle-ci, par les progrès techniques décisifs de l'aviation. Durant les années 1950, les premiers vols transatlantiques commerciaux sont réalisés, grâce à des appareils comme les DC3, DC4 et Lockheed Constellation. Ces progrès se poursuivront par l'apparition et la généralisation des avions de ligne à réaction, sur de grandes distances durant les Trente Glorieuses.
Cependant, la marine américaine dans les années 1950, à côté de modèles utilisés comme engins d'observation et de sauvetage, mets en œuvre comme stations radar volantes, de gros dirigeables. C'est le cas du ZPG-3W, dérivé du dirigeable de type N (en) mis au point en 1953. Cet appareil, conçu pour la veille éloignée de la défense aérienne du territoire est le plus gros dirigeable souple jamais construit. Il possède une longueur de 123 mètres, un volume de 42 450 m3, 2 moteurs de 600 kW (800 ch) et une vitesse de 128 km/h.

## Les ballons dirigeables modernes

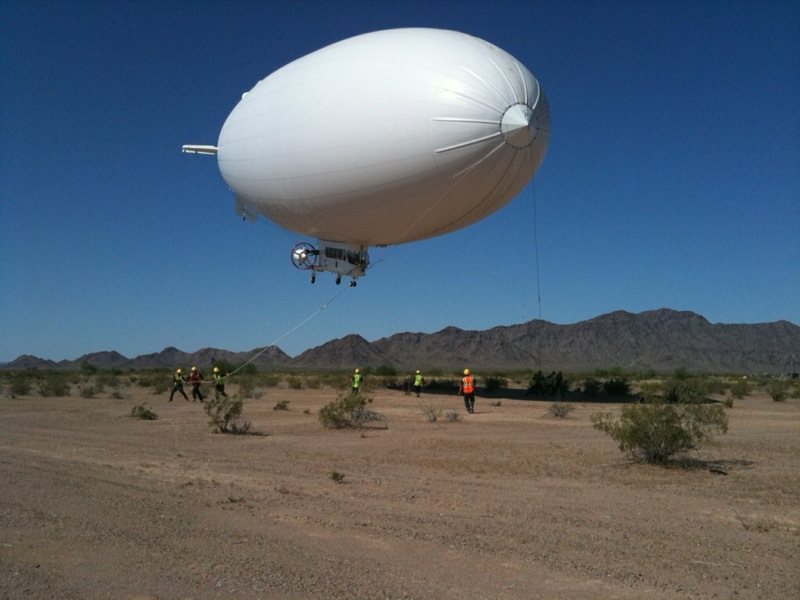
Le dirigeable MZ-3 de l’US Navy en service depuis 2006.

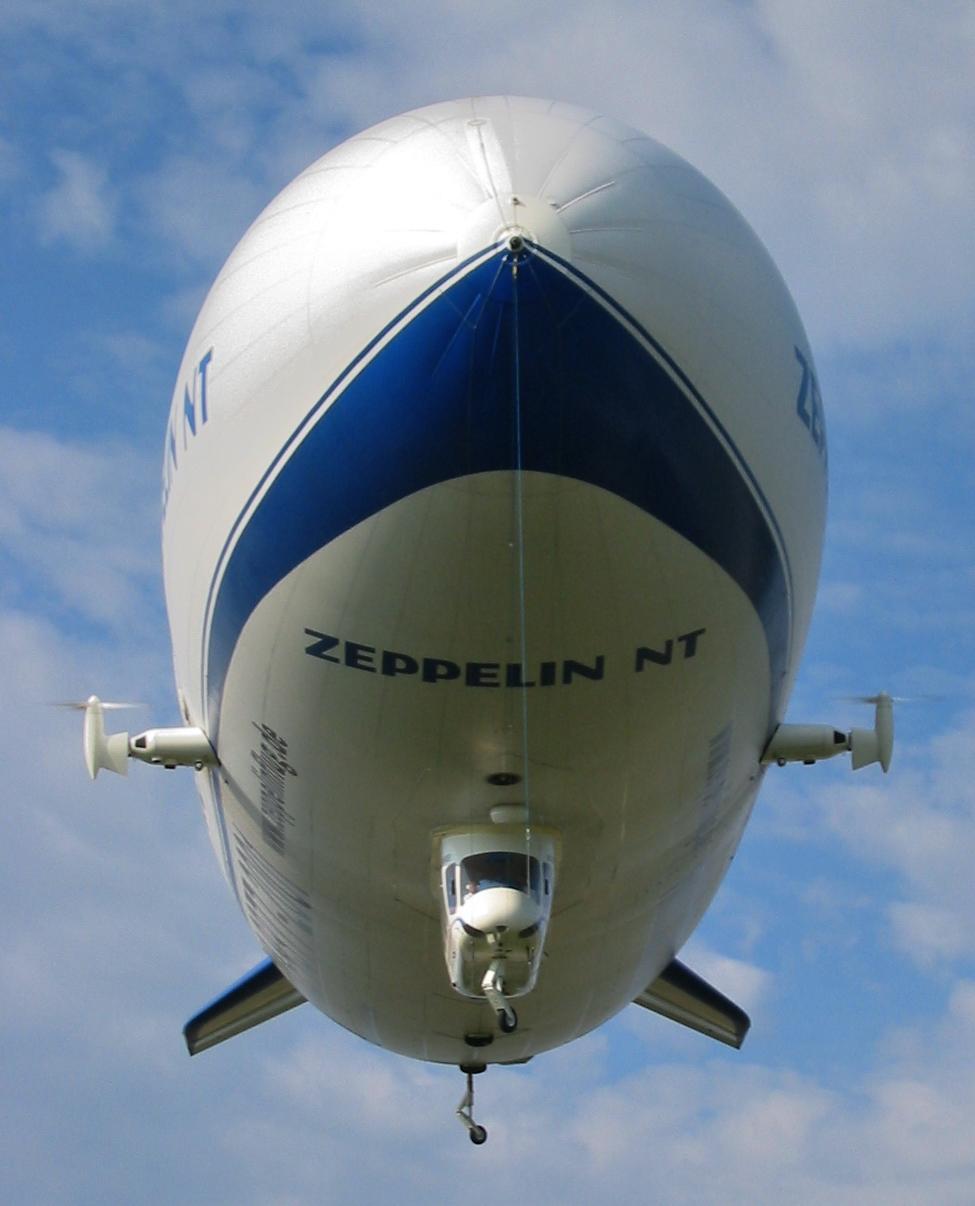
Zeppelin NT D-LZZR durant un vol à basse altitude en 2003.

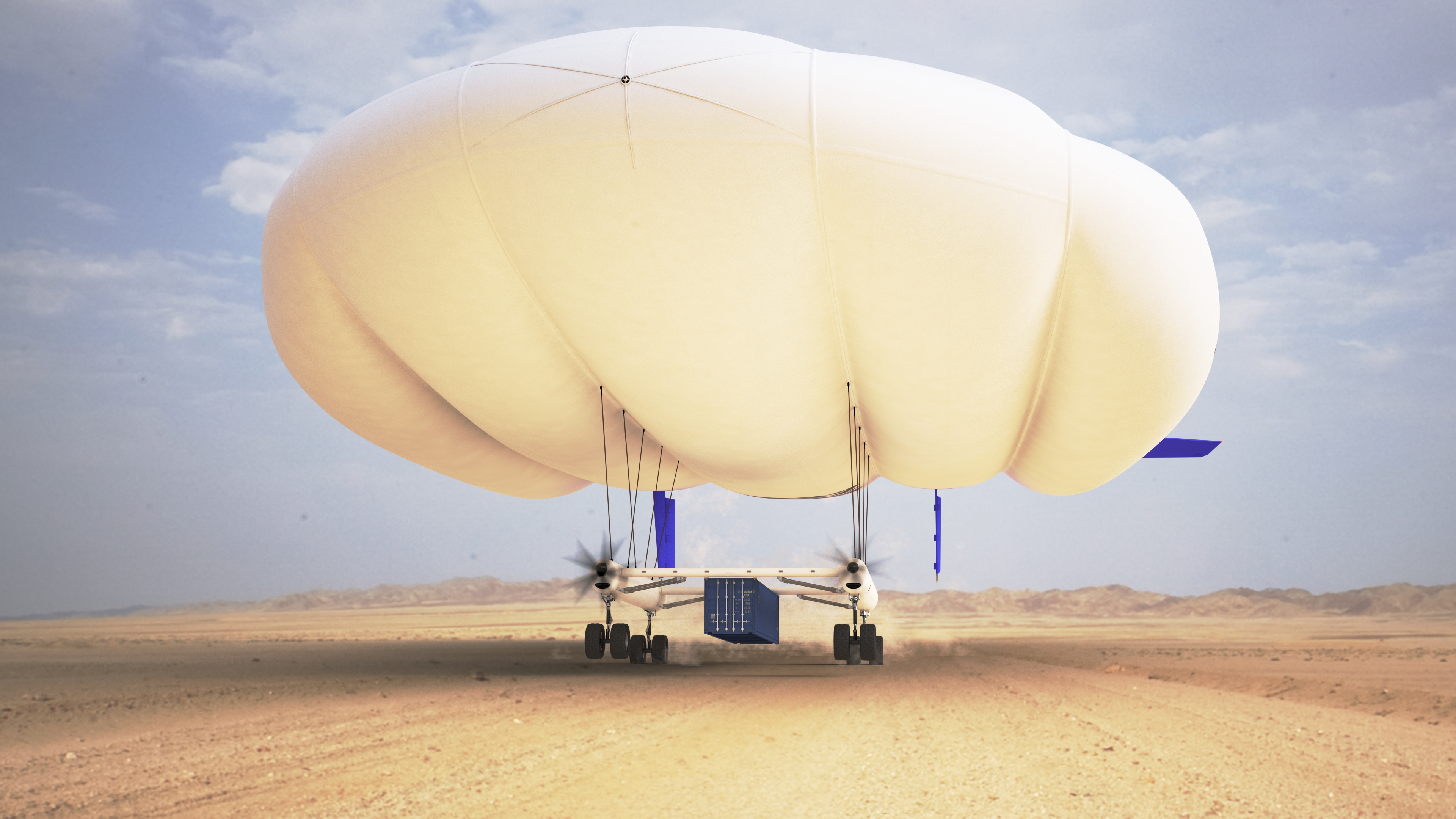
Projet NATAC de Voliris.

Les crises pétrolières de 1973, 1979 et 2008 relancent les projets de nouvelles technologies, parmi lesquelles des dirigeables commerciaux comme ceux de la Zeppelin Luftschifftechnik de 1993 qui exploite trois Zeppelin NT, principalement pour la publicité aérienne et la surveillance mais ils ne sont utilisables que par beau temps : un quatrième appareil fut détruit lors d'une tempête au Botswana le 20 septembre 2007, alors qu'il était attaché à son mât d'amarrage.
Les forces armées des États-Unis développent depuis le début du XXIe siècle, plusieurs projets de dirigeables, comme le MZ-3 de l'US Navy, pour des missions de renseignement, de surveillance et de reconnaissance mais il s'agit encore de démonstrateurs et de prototypes.
Un appel à projets du gouvernement français est lancé en 2014, dans le cadre de la « Nouvelle France industrielle », demandant entre autres des dirigeables porteurs de charges lourdes et multimissions. Onze dossiers sont déposés, aucun n'est retenu,, car l'un des principaux obstacles rencontré est lié au ballastage : l'appareil ne doit pas décoller brutalement lorsqu'on le décharge,. Des concepts de dirigeable hybride pour le transport de containers (40 pieds, 30 tonnes) émergent. À l'aide de nombreux prototypes, des enveloppes en forme d'aile volante favorisant la portance aérodynamique sont imaginées, fabriquées et testées sur l'aérodrome de Moulins - Montbeugny, parvenant à atteindre une sustentation à 60% grâce à la portance aérodynamique. À la suite des validations en vol des spécifications pour le transport de charges, le projet NATAC (Navette Aérienne de Transport Automatique de Containers) est lancé.
Pour promouvoir les dirigeables, l'Unesco et la World Air League, une ONG américaine militant pour le développement du transport aérien plus léger que l'air, s'associent en 2010. Leur campagne « World Sky Race », comprend une course de dirigeables autour du monde à organiser à partir de 2024. Le parcours d'environ 48 000 km, est jalonné d'étapes sur des sites naturels et culturels majeurs, comme les pyramides de Gizeh, le Taj Mahal ou le mont Fuji,. Ses organisateurs espèrent convaincre le public et l'industrie aéronautique du potentiel des dirigeables.

### Ballons dirigeables à air chaud

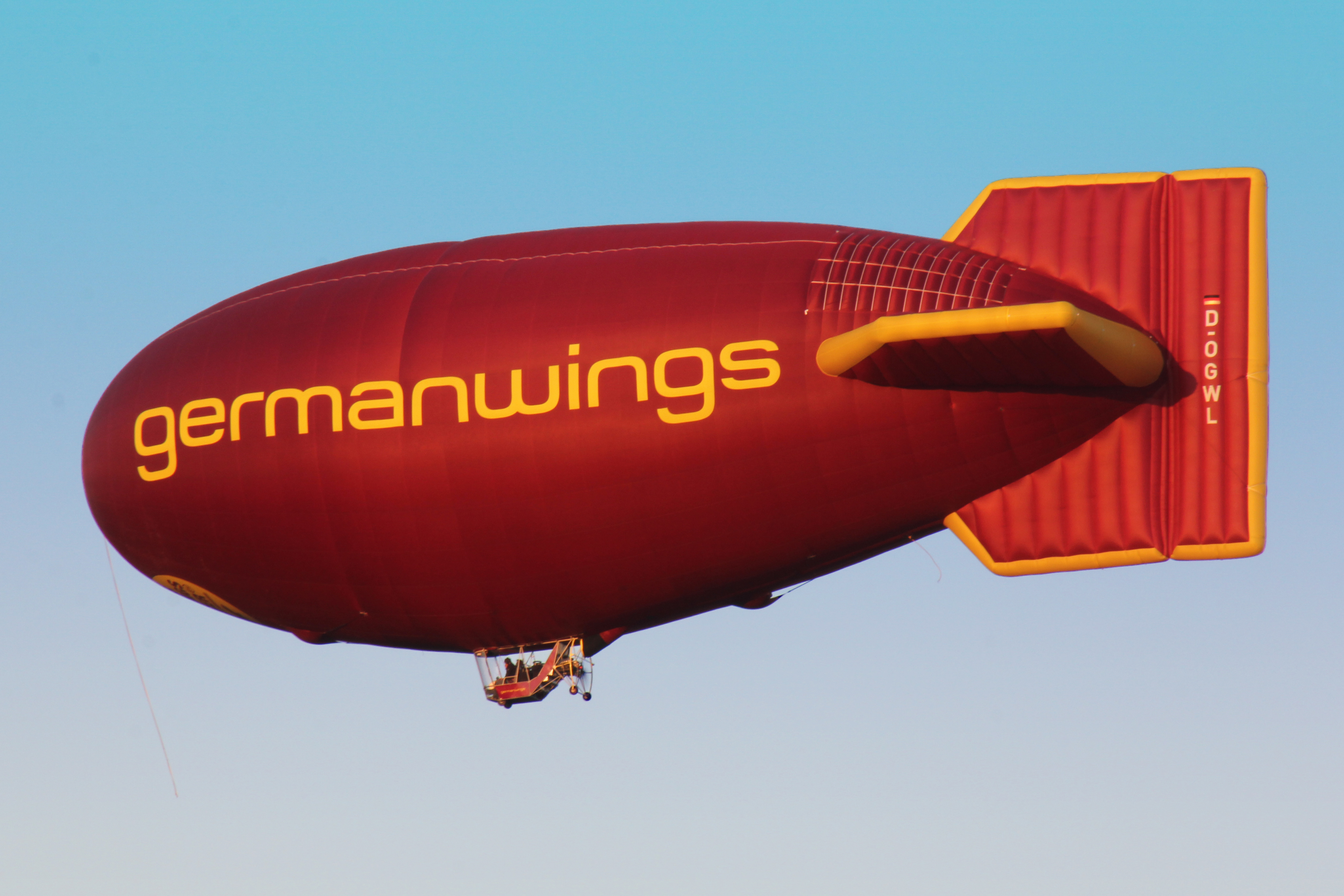
Dirigeable à air chaud au-dessus de Cologne.

En janvier 1973 décolle le Dirigeable Cameron D-96 (en) qui fonctionne à air chaud. Muni d'un Moteur Volkswagen à refroidissement à air (en) de type 126A et d'une hélice Hoffmann HO14-183100LD, ce type de dirigeable est moins coûteux à construire et à utiliser que les dirigeables à hélium et ne nécessite ni hangar, ni mât d'amarrage. Il est facilement transportable : on le dégonfle comme une montgolfière après le vol.
De 1985 à 2004, un dirigeable à air chaud dénommé AS 300 est utilisé comme plateforme d'observation de la canopée, lors de l'opération d'inventaire de la biodiversité dénommée « radeau des cimes ». L'appareil permet l'envol d'un radeau pneumatique du sol vers la canopée. Il a été notamment utilisé en Guyane, au Gabon et au Cameroun,.

Gonflage d'un dirigeable à air chaud - Gefa-Flug AS 105.

Ces appareils se gonflent de la même manière qu'une montgolfière. On utilise d'abord un souffleur afin de faire entrer de l'air dans l'enveloppe. Une fois suffisamment gonflée, les brûleurs vont dilater l'air interne et donner sa forme finale au ballon.
Le Gefa Flug (de) AS 105 utilise deux brûleurs positionnés l'un contre l'autre en forme de « V » et dirigés vers l'avant et vers l'arrière. Cela permet une meilleure répartition de l'air chaud. L'intérieur de l'enveloppe est divisé en plusieurs cloisons. Le système est comparable au réglage des ballasts dans les dirigeables à gaz, lorsque l'on veut modifier l'assiette du ballon,.

### Projets de ballons stratosphériques
Des projets militaires sont également à l'étude, comme le Stratobus de 100 m de long et d'un volume de 50 000 m3, pilotable à distance et capable d'embarquer 200 kg de charge utile. Conçu pour rester fixe à 20 km d'altitude, au-dessus de l'espace réservé aux avions de ligne, il peut surveiller une zone de 100 km2.

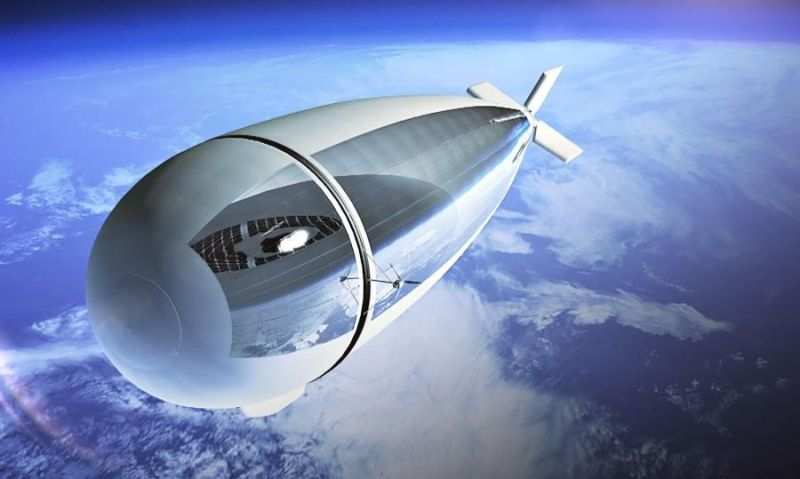
Le Stratobus (vue d'artiste).
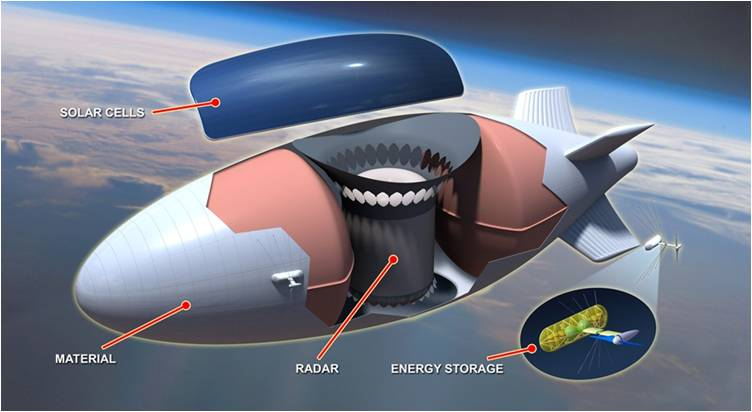
Projet de l’US Air Force Integrated Sensor is Structure : dirigeable de surveillance de 140 m de long.

### Projets de dirigeable transporteur de charges lourdes
Le dirigeable gros porteur « CL 160 », prévu pour porter jusqu'à 160 tonnes, avec 242 mètres de longueur et 550 000 m3, n’a pas été construit car le financement de 204,517 millions d'euros s'est avéré insuffisant, d'autant que les fonds disponibles étaient aussi utilisés pour développer d’autres engins,,. En 2004, le hangar géant de ce dirigeable, en acier auto-portant, de 360 mètres de long et 107 mètres de haut, est reconverti en parc aquatique.
Au Royaume-Uni, depuis 2010, un prototype de dirigeable hybride émerge pour le compte de l'US Army et aboutit au développement du LEMV (Long Endurance Multi-Intelligence Vehicle) pour un montant de 517 millions de dollars US. À peine a-t-il décollé le 7 août 2012 que l'armée américaine se retire du projet. Un autre dirigeable nommé Airlander 10 est relancé par une opération américaine de crowdfunding, et effectue deux vols en août 2016, mais écrase son cockpit lors de son deuxième atterrissage.
En 2014, une flotte de dirigeables de grandes capacités de transport dits Aeroscraft, avec trois modèles, le « ML 866 » (rigid variable buoyancy air vehicle), le « ML 868 » (avec une capacité de 60 tonnes) et le « ML 86X » (avec une capacité de 500 tonnes) sont proposés aux investisseurs et clients potentiels pour, par exemple, apporter et installer des éoliennes dans des lieux isolés sans routes ou voies ferrées. Mais les technologies classiques ont la vie dure et aucune commande n'est passée.
Aux États-Unis, la DARPA lance en 2005 un appel à projets baptisé Walrus (« morse »). Le cahier des charges exige que les appareils doivent pouvoir transporter 500 tonnes sur 20 000 kilomètres en moins de sept jours. La DARPA ne communique pas sur le projet, se contentant d'indiquer que le programme Walrus « est clos ». En fait le Pentagone travaille sur un dirigeable capable de voler à plus de 20 kilomètres d'altitude : le P-791 (en) dont le premier vol de test a lieu le 31 janvier 2006,,.
À Mountain View, le Pathfinder 1, d'une longueur de 120 m, est en construction depuis 2022 dans le Hangar à dirigeables de l'aérodrome Moffett (en) : c'est un dirigeable rigide constitué de tubes en polymère, renforcés de fibres de carbone et de joints en titane. Ces appareils sont destinés au transport de charges lourdes et pour les opérations humanitaires,.
Des projets similaires existent en France, en Gironde, et à Châteaudun (Eure-et-Loir). En 2023 ce dernier reçoit le label Next40 décerné aux entreprises que le gouvernement français considère prometteuses et susceptibles de devenir des leaders technologiques.

### Projets sur les systèmes propulsifs à faible puissance
Plusieurs programmes universitaires travaillent sur l'utilisation des faibles puissances associées au ballon dirigeable. Le but recherché n'est pas lié à une exploitation commerciale du ballon, mais un support de travail pour la recherche sur les systèmes propulsifs.
Lors de l'édition 2011 du salon du Bourget, est présenté le « MC-500 », dirigeable de 500 m3 alimenté par une pile à combustible à hydrogène,,,.
Le 28 septembre 2008, Stéphane Rousson tente la traversée de la Manche en dirigeable à pédales mais n'y parvient pas,.
En même temps, son équipe d'étudiants, travaille sur un dirigeable fonctionnant à l'énergie solaire : le Néphélios. Celui-ci décolle en décembre 2009, et un second vol d'une durée de 2 h 30 min a lieu avec succès le 3 janvier 2010.
Une équipe de chefs d'entreprise, d'ingénieurs, de designers et de professionnels de la communication rassemblée en 2008 réussit le 4 septembre 2013 une traversée de la Manche du Cap Gris-Nez à Dymchurch à bord de l'Iris Challenger 2, dirigeable électrique de 560 m3 qui parcourt 46 km en 2 h 23 min. C'est un record du monde de distance et de temps pour un dirigeable de classe 5. De forme lenticulaire, il se propulse grâce à deux hélices en bois de 1,30 m de diamètre, actionnées par deux moteurs de 7 kW, alimentés par un système de batteries,.  

### Programme de ballons captifs
Les ballons captifs modernes utilisent une technologie similaire à celle des ballons dirigeables pour la construction souple et une technique de pilotage du gaz.
En Provence, le projet Horus mis en place en 2010 comporte une plateforme aérostatique multi-mission et un ballon dirigeable captif pour la surveillance civile et militaire,,,,,.
En France toujours, l'escadron Syderec utilise un ballon captif pour effectuer des transmissions de secours et émettre des ordres essentiels aux sous-marins lorsque tous les autres moyens ont été détruits. En 2013 dans le cadre de la modernisation des forces armées, le projet « Syderec Ng » est lancé et mis en œuvre,.

### Autres projets

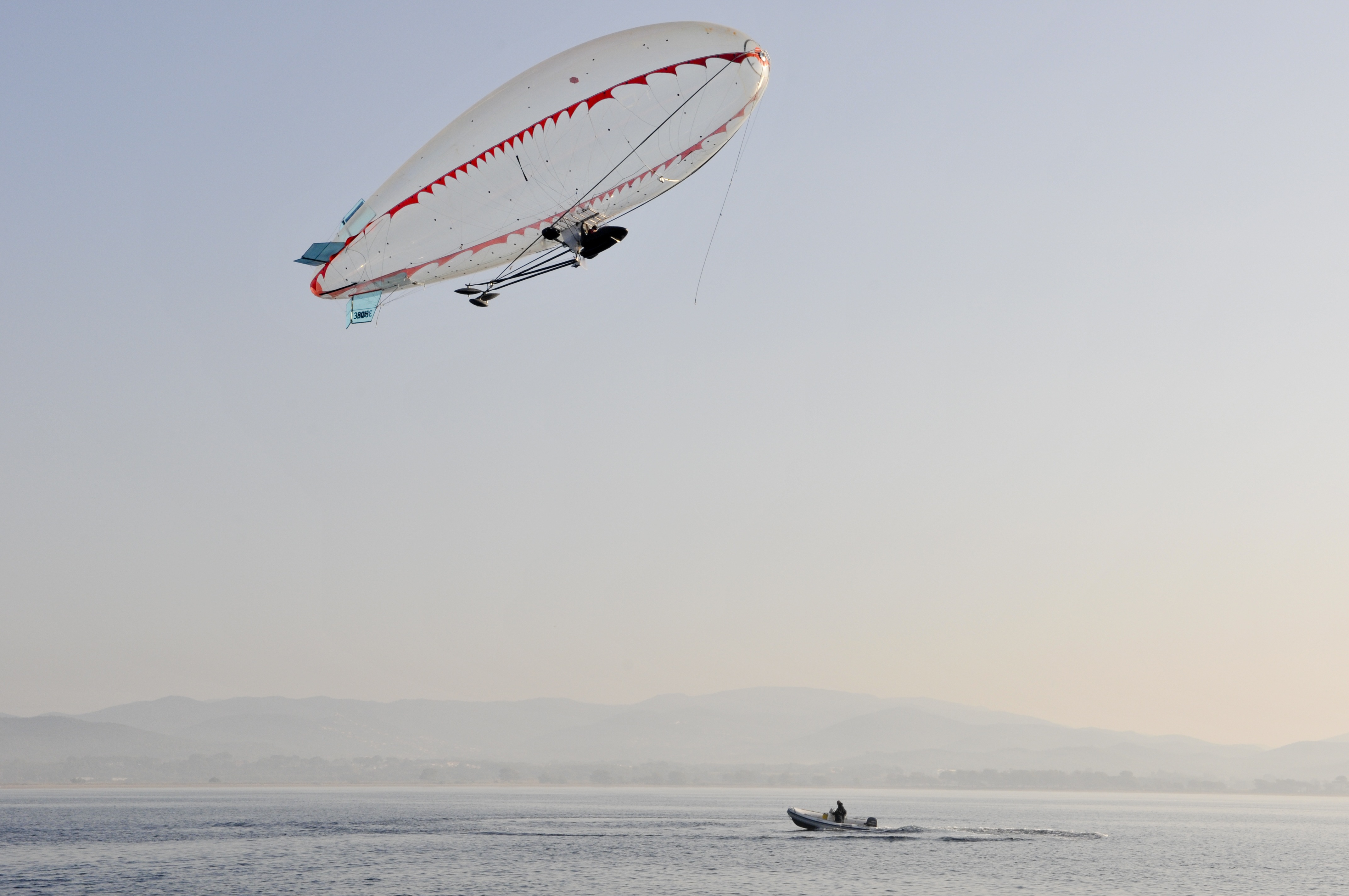
« A-N 400 » d'évitement de la base d'aéronautique navale de Hyères.

La société A-NSE a testé un démonstrateur de dirigeable conçu pour les missions de surveillance maritime. Long de 25 mètres pour une largeur de 5 mètres et une hauteur de 7 mètres, l'A-N 400, qui présente un volume de 400 m3, a été déployé fin septembre 2011 sur la base d'aéronautique navale de Hyères, à l'occasion d'une présentation au profit de la Direction générale de l'armement et de la Marine nationale.
La Suisse, depuis le début des années 2000, utilise des dirigeables radio-commandés de 3 à 22 mètres de long, utilisés à des fins de recherche scientifique, de supports publicitaires et de plates-formes de prises de vues aériennes vidéo et photo. Leur propulsion est soit électrique soit thermique ou même hybride.

## Technique

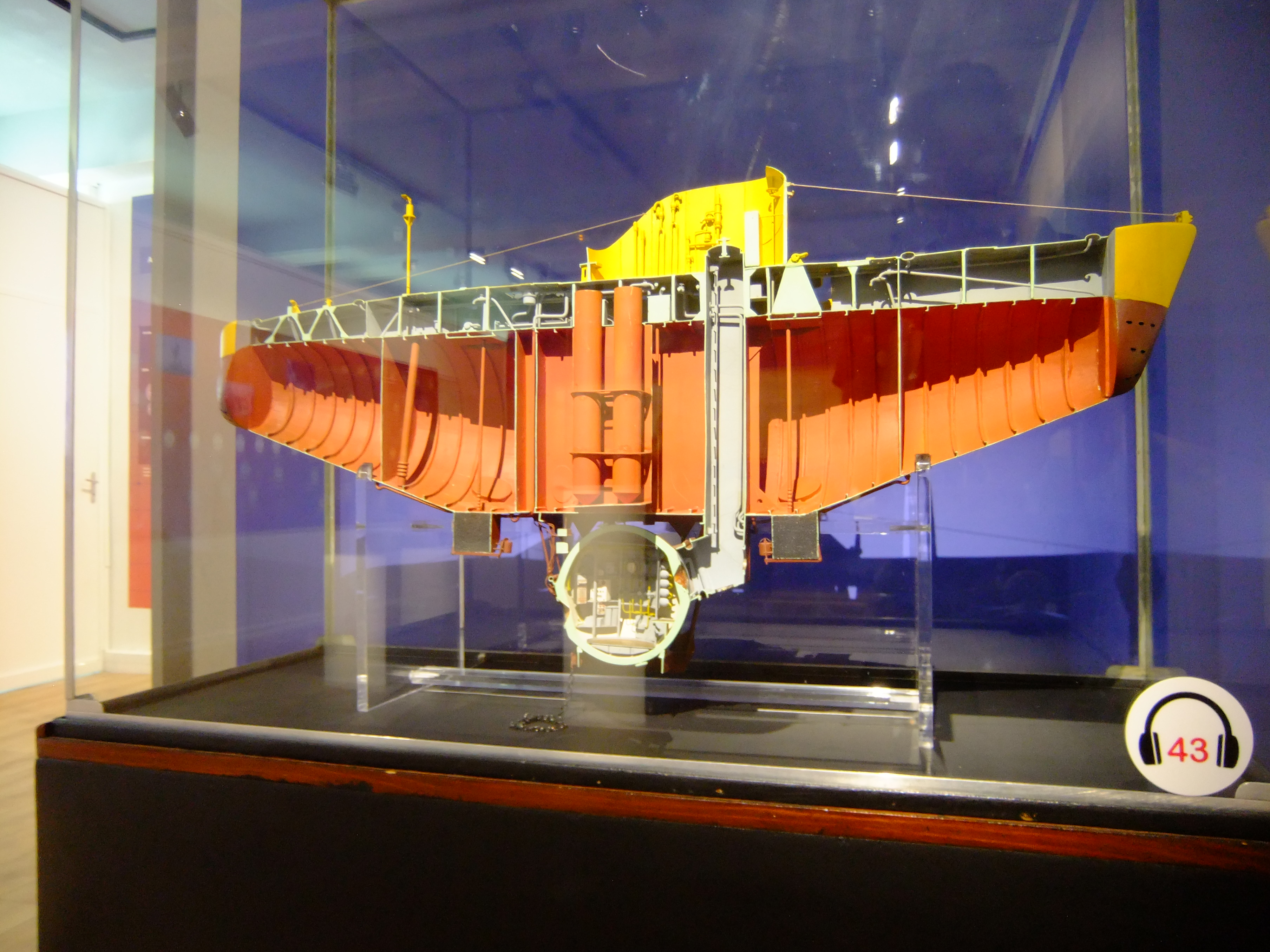
L'ingénieur suisse Auguste Piccard qui a travaillé sur les deux types d'appareils, expliquait que les principes de fonctionnement du dirigeable dans l'air et du bathyscaphe dans l'eau (ici le FNRS-3) sont analogues : pour la sustentation des réservoirs emplis d'un fluide plus léger (hydrogène ou hélium dans le cas du dirigeable, essence dans le cas du bathyscaphe) ; pour les mouvements verticaux des vessies de compensation ou du lest ; pour la propulsion des moteurs à hélice (électriques pour le bathyscaphe) ; pour l'équipage et l'appareillage, des cabines suspendues en-dessous,,.

### Vol
Pour se sustenter, le dirigeable utilise majoritairement la portance aérostatique directement créée par la poussée d'Archimède existant sur son enveloppe ; il utilise aussi la portance aérodynamique (naissant de la vitesse et de la mise en incidence de l'enveloppe) ainsi que la composante verticale de la poussée vectorielle des moteurs. Il est constitué d'une enveloppe souple ou rigide remplie d'un gaz plus léger que l'air dont la somme des poids (enveloppe + gaz + charge) est proche du poids du volume d'air déplacé par l'enveloppe. La propulsion horizontale de l'appareil en vol dans l'air environnant est réalisée, en général, par la composante horizontale de la poussée des hélices, mais des dispositifs éoliens peuvent être utilisés (voir l'article Voilier des airs).
Le vol est un vol lourd ou léger selon les décisions du pilote. Un vol lourd a pour objectif d'être plus lourd que le poids du volume d'air déplacé, dans ce cas le ballon va s'élever par l'action de la poussée vectorielle du système propulsif ou de la portance aérodynamique. Pour les vols longues distances, un pilotage léger est apprécié car moins consommateur de poussée (absence de composante verticale de la poussée) : le ballon cherche tout seul à rejoindre son altitude de plénitude établie par les paramètres de départ.
Le pilotage du gaz est un vol à masse de gaz constante.

#### Spécificité du pilotage d'un ballon à masse de gaz constante avec une enveloppe souple ou semi-rigide.
L'enveloppe, qu'elle soit souple ou semi-rigide, est considérée comme ayant un volume constant (on ne tient pas compte des faibles variations d'élongation du tissu de l'enveloppe dans le pilotage, même si celles-ci ont une influence sur le volume général, pour la simple raison que l'on se donne une surpression maximum à ne pas dépasser dans l'enveloppe).

Ballon dirigeable : composants de sustentation, de compensation, de propulsion, de direction.

La surpression du gaz dans l'enveloppe est nécessaire pour le maintien de la forme aérodynamique de l'enveloppe ; cette surpression est importante pour deux raisons essentielles : d'une part, c'est une limite structurelle (trop de surpression peut causer la rupture du tissu) et d'autre part, la surpression implique une masse de gaz supplémentaire défavorable au vol) :
- La limite structurelle de l'enveloppe est définie par les caractéristiques de résistance du tissu utilisé. Le concepteur donne une valeur de surpression au pilote pour le vol en condition normal et une limite à ne pas dépasser (au-delà de cette limite l'enveloppe peut se déchirer par « déchirure explosive » et c'est la destruction totale du ballon). Cette surpression est définie en hectopascal et peut être très facilement visualisée sur un tube coudé rempli d'eau. Une partie du tube étant mis à l'air libre et l'autre à la pression interne du ballon la différence se mesure en centimètre : 1 cm d'écart équivaut à 1 hectopascal. La limite structurelle et cette valeur de surpression vont définir la pression dynamique admissible sur l'enveloppe : en effet, si la vitesse du ballon est trop forte, la pression dynamique au point d'arrêt (c.-à-d. à l’extrême avant du ballon) fera que le nez du ballon va s'écraser et s'éloigner de sa forme aérodynamique.
- Pour obtenir cette surpression, il y a plusieurs solutions pour le pilote selon le type de construction, soit par ajout de masse de gaz supplémentaire, soit par gonflage des ballonnets d'airs. Dans les deux cas, ces actions ont une influence sur la poussée d'Archimède qui porte le ballon.

### Construction
Les ballons dirigeables peuvent être construit selon trois méthodes différentes selon l'application du ballon et les contraintes mécaniques imposées. On parle de construction souple (ou blimp) semi-rigide (type Zeppelin NT) ou rigide (Type LZ 129 Hindenburg).
Dans le cas des dirigeables souples, la forme de la carène est maintenue par la pression intérieure du gaz. Pour remédier aux différences des volumes occupés par le gaz lors des variations de pressions, qui modifieraient la forme du ballon et risqueraient de la rendre flasque, la pression est classiquement maintenue par un ou plusieurs ballonnets gonflés au moyen d'un ventilateur. Par ailleurs, des soupapes automatiques ou commandées limitent la pression. La nacelle est jointe à la carène par des câbles de suspension fixés à une ralingue de l'enveloppe. Cette nacelle est une poutre armée en bois ou en métal sur laquelle sont groupés le personnel et les appareils de pilotage (commandes de moteurs, de gouvernail de profondeur et de direction). La propulsion est assurée soit par une hélice dans l'axe de la nacelle, soit par deux hélices latérales.
Enfin, dans le cas du dirigeable semi-rigide, l'enveloppe est souple, mais comporte à sa base une quille rigide.
Pour les dirigeables rigides, dont le prototype fut le Zeppelin, la carène rigide est en alliage léger, formée de larges anneaux reliés entre eux par des poutres longitudinales. Chaque extrémité est terminée par un cône, et celui de l'arrière, le plus effilé, porte les empennages et les gouvernails de profondeur et de direction. Cette charpente est recouverte de toile étanche et vernissée pour diminuer la résistance à l'avancement. L'intérieur est divisé en tranches dans chacune desquelles se trouve un ballonnet rempli d'hydrogène. Ce type est plus lourd qu'un aérostat souple de même cubage, en raison du poids de la structure, mais il peut atteindre des vitesses plus élevées, grâce à la solidité de sa carène, et transporter un tonnage plus fort, grâce à la possibilité de construire des enveloppes de grande capacité (10 000 m3 en 1900, 70 000 m3 en 1924 et 200 000 m3 en 1938).

#### Enveloppe
L'enveloppe assure différentes fonctions selon le type de construction. Elle est étanche et assure la rétention du gaz aérostatique, dans le cas des dirigeables souples et semi-rigide.
Son rôle est aussi de donner au ballon, soit une forme de moindre traînée aérodynamique à volume donné, soit une forme de moindre traînée à portance aérodynamique donnée (formes lenticulaires) si le cahier des charges le demande.
Certain tissus permettent une fonction auto-rebouchante selon la dimension et type de fissure en fonction de la pression interne du ballon.

##### Enveloppe des dirigeables souples et semi-rigide
Dans les dirigeables contemporains, les enveloppes doivent remplir différentes fonctions. Ainsi qu'une résistance à l'abrasion, au déchirement, aux ultraviolets, mais aussi une résistance au vieillissement et aux champignons. Elles doivent aussi supporter la surpression interne. Pour réunir ces différentes qualités, l'enveloppe est constituée de plusieurs couches (au moins deux ou trois) de films plastiques assurant chacun un rôle spécifique. Ces films sont ensuite collés ensemble par un élastomère lors d'un laminage à chaud, lorsque la soudure directe est impossible (certains films plastiques ne sont pas soudables). Puis ces films laminés sont découpés au laser, ou avec une autre machine à commande numérique, suivant un profil défini par la forme finale que l'on veut obtenir. Enfin, les différents patrons et leurs joints de renforcement peuvent être assemblés, en utilisant le soudage haute fréquence, le soudage par ultra son ou le collage.
Parmi les films plastiques les plus utilisés comme composant de base, on peut trouver le polyuréthane (thermoplastique) qui est très polyvalent, le polyester utilisé pour ses propriétés mécaniques, l'éthylène alcool vinylique. La couche externe peut-être en nylon, ou en polyfluorure de vinyle. Sur certains dirigeables, on peut trouver un film aluminisé argenté, qui réfléchit une grande partie des rayons du soleil et évite l'échauffement par les rayons infrarouges au travers de l'enveloppe et sa dilatation.

### Gaz aérostatiques
Les dirigeables peuvent employer comme gaz aérostatique, ceux plus légers que l'air. Deux gaz sont principalement employés : le dihydrogène, le plus utilisé avant la Seconde Guerre mondiale et l'hélium, qui lui a succédé.

#### Le dihydrogène
Le dihydrogène, de formule chimique {\displaystyle {\ce {H2}}}, est le plus léger de tous les gaz. Sa densité est de 0,0695 et sa masse volumique de 0,089 9 kg m−3 à 20 °C. C'est le gaz le plus porteur et bon marché, mais sujet aux fuites (moins que l'hélium cependant), hautement inflammable et explosif, suivant les conditions stœchiométriques. La plage d'inflammabilité du {\displaystyle {\ce {H2}}} dans l'air est très large et comprise entre 4 % et 75 % en volume de {\displaystyle {\ce {H2}}}. La plage de détonabilité dans l'air est comprise entre 13 % et 65 % en volume de {\displaystyle {\ce {H2}}}. D'autre part l'énergie minimale d’inflammation dans l’air, l'énergie d'activation nécessaire pour déclencher la réaction est également très faible avec 0,02 mJ. Ce fut la cause d'accidents spectaculaires (désormais interdit pour une utilisation commerciale ou de loisir) ; gaz « historique », il a pratiquement été abandonné, excepté pour certains ballons stratosphériques et parfois pour certains ballons libres (qui ne sont pas des dirigeables),,. Pour les ballons (dirigeables ou non) évoluant dans la haute atmosphère, l'utilisation du {\displaystyle {\ce {H2}}} est moins problématique. Pour Patrick Hendrick, professeur en aéro-thermo-mécanique à l’Université Libre de Bruxelles, le dihydrogène ne pose pas de problème, lorsqu'il est utilisé correctement (notamment pour les drones à hautes altitudes). Il ajoute : « l’hélium est un gaz trop cher et qui pourrait se raréfier à l’avenir. On ne le trouve que dans des poches de gaz naturel en profondeur. L’hydrogène, lui, peut être produit (N.D.L.R, par électrolyse), avec des énergies renouvelables, telles que le solaire ou l’éolien. »

#### L'hélium

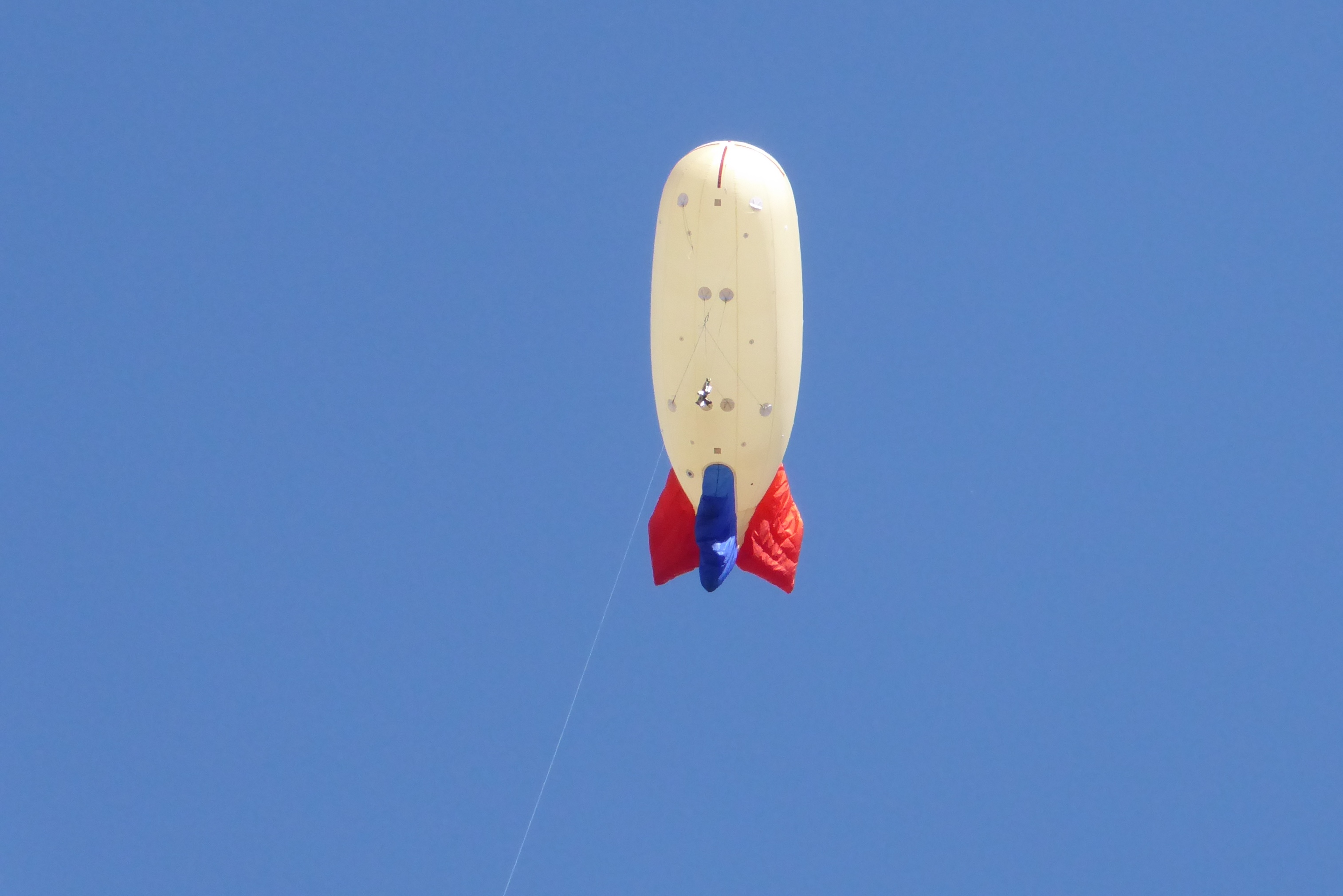
Ballon à l'hélium pour prises de vue aériennes, commandé du sol.

L'hélium de formule chimique {\displaystyle {\ce {He}}}, est le plus léger des gaz après le {\displaystyle {\ce {H2}}} avec une masse volumique de 0,178 kg m−3 à 20 °C. Plus coûteux mais sûr en raison de son ininflammabilité, c'est le plus couramment employé de nos jours ; c'est aussi une ressource naturelle qui coute cher à extraire. D'autre part la molécule d'hélium est monoatomique et possède un rayon atomique de 0,118 nm ; tandis que la molécule de dihydrogène est diatomique, les deux atomes d'hydrogène possède un rayon atomique de 0,12 nm et sont séparés de 74,14 pm. Le diamètre cinétique (en) des deux molécules, donne une indication de leurs tailles et de la manière dont elles inter-réagissent. C'est la taille de la « sphère d'influence » des molécules qui peut conduire à un évènement de perméation. Ce diamètre cinétique est de 260 pm pour l'hélium et de 289 pm pour le dihydrogène. La molécule d'hélium, (bien que presque deux fois plus lourde) est aussi plus petite que celle du dihydrogène. Cette dernière est 11 % ((289-260) / 260= 0,11) plus volumineuse que celle de l'hélium. L'hélium va donc diffuser plus rapidement à travers une enveloppe. Par exemple, à travers un film de polytéréphtalate d'éthylène, enduit d'alcool polyvinylique et de nanoparticules de silicate, la perméation de l'hélium est de 0,8 cm3 μm m−2 jour−1 atm−1. Tandis que celle du dihydrogène est plus faible avec 0,6 cm3 μm m−2 jour−1 atm−1. L'hélium diffuse 33 % ((0,8-06) / 0,6= 0,33) plus vite que le dihydrogène à travers une telle enveloppe. À travers le polyfluorure de vinyle (PVF), l'hélium diffuse à 59,1 cm3 mm m−2 jour−1 atm−1, tandis que le dihydrogène diffuse à 22,9 cm3 mm m−2 jour−1 atm−1,. L'hélium diffuse 158 % ((59,1-22,9) / 22,9= 1,58) plus rapidement que le dihydrogène à travers ce type d'enveloppe.

#### L'air chaud

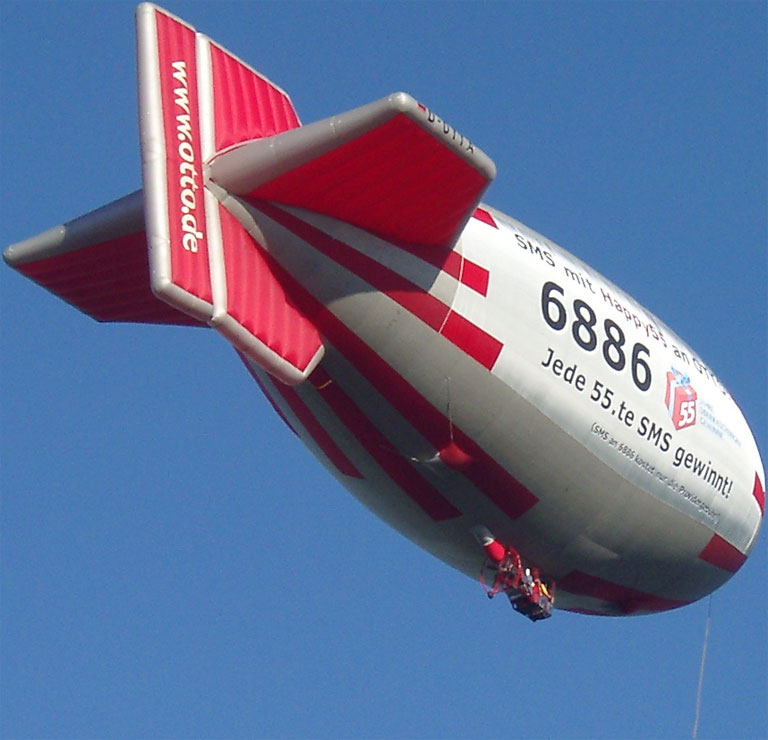
Un dirigeable à air chaud utilisé comme support publicitaire au-dessus de Hambourg.

L'air chaud est un mélange gazeux, constitué d'environ 78 % de diazote  ({\displaystyle {\ce {N2}}}), de 21 % de dioxygène ({\displaystyle {\ce {O2}}}) et de moins de 1 % de gaz nobles. Il y a aussi les émissions de dioxyde de carbone ({\displaystyle {\ce {CO2}}}) et de vapeur d'eau ({\displaystyle {\ce {H2O}}}) émises par les brûleurs au propane. L'air chaud est proportionnellement très peu porteur par rapport à l'hélium, sa masse volumique est de 0,946 kg m−3, lorsqu'il est chauffé à 100 °C,.
La force de portance aérostatique de 1 m3 d'air chauffé à 100 °C, dans un air environnant à 15 °C est équivalente à 0,279 kgf, soit 2,74 N.
Ce gaz permet la réalisation de variantes propulsées de la montgolfière, auxquelles on donne une forme aérodynamique.

#### Les autres gaz aérostatiques
- Le « gaz de ville » est un mélange de méthane ({\displaystyle {\ce {CH4}}}) et de {\displaystyle {\ce {H2}}}, inflammable et moins porteur que le {\displaystyle {\ce {H2}}} seul, sa masse volumique est de 0,5 kg m−3 à 20 °C. Il a également été abandonné[103].

- La vapeur d'eau ({\displaystyle {\ce {H2O}}}) bien que plus légère que l'air nécessite une dépense élevée d'énergie. Elle est peu porteuse avec une masse volumique de 0,56 kg m−3 à 100 °C et pression normale[103].

- L'ammoniac ({\displaystyle {\ce {NH3}}}) est un peu plus léger que l'air, mais peu porteur avec une masse volumique de 0,7 kg m−3, et toxique[103].

### Propulsion

#### La propulsion motorisée
Beaucoup de types de moteurs couplés à une hélice ont déjà été essayés sur les dirigeables.
Généralement, on installe un nombre pair de moteurs afin de ne pas subir le Couple de renversement des hélices et des moteurs. Le Zepplin NT utilise trois moteurs dont un orientable en lacet pour offrir plus de manœuvrabilité.
De nos jours, la propulsion avec moteurs électriques est à l'étude.

#### La propulsion humaine
La propulsion humaine fut utilisée à plusieurs reprises à bord de ballon dirigeable de petite taille.
En 1986, Luc Geiser et son père construisent le Zeppy, il s'agit d'un dirigeable à propulsion humaine.
En 2018, Stephane Belgrand Rousson réalise un vol libre de 20 minutes à Villefranche sur mer avec un Zeppy,.

#### La propulsion vélique

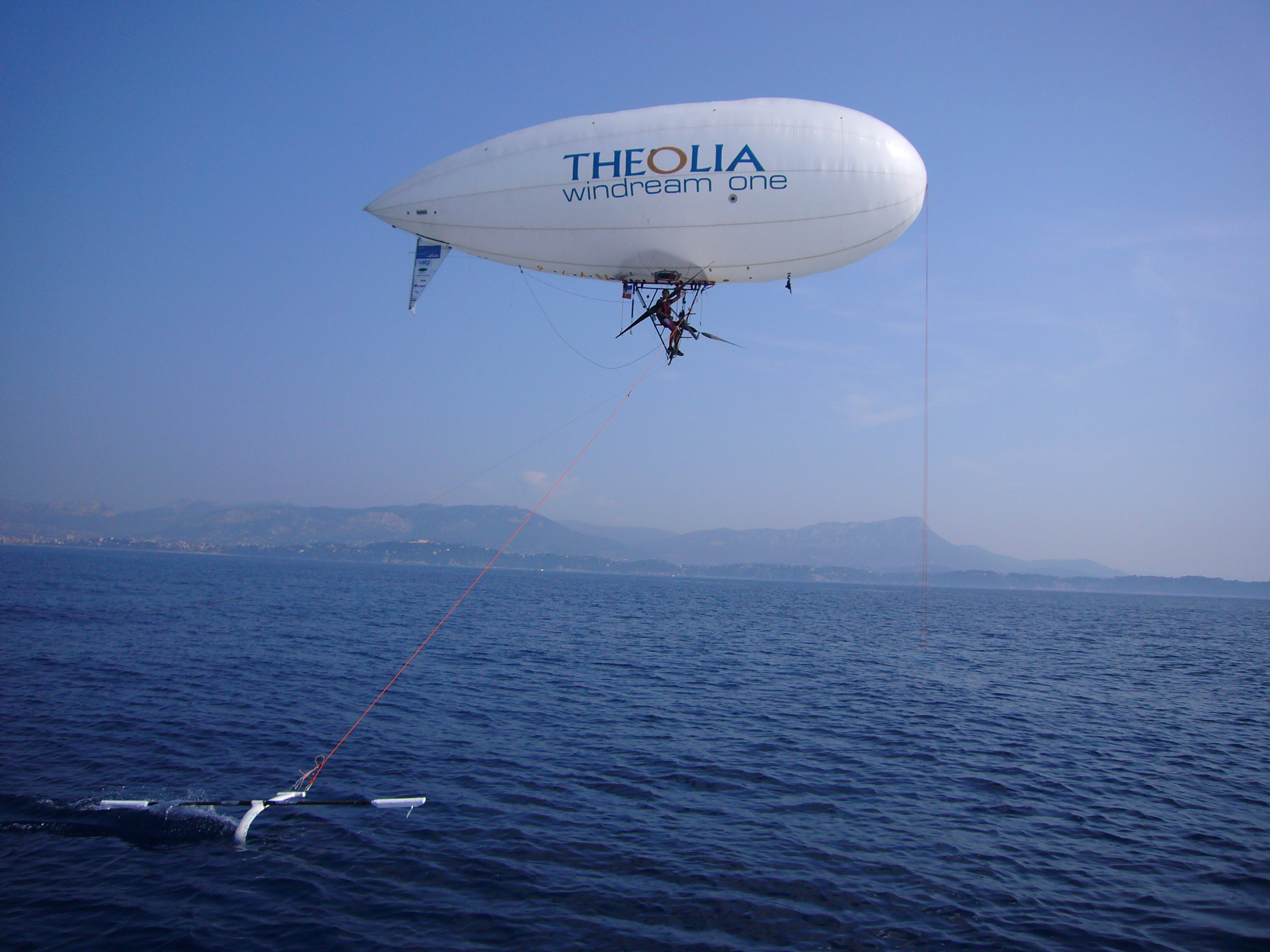
LAerosail, dirigeable à pédales et foil antidérive.

Les dirigeables Zeppy 2 et 3, Lithium-1000 et l’Aérosail  rentrent dans la catégorie des voiliers des airs en utilisant la technologie du « chien de mer » de Didier Costes. Ils utilisent la force du vent comme moyen de propulsion, le « chien de mer » permettant d'orienter cette propulsion à un cap très différent du lit du vent.

### Sources d'énergies
La grande surface des ballons permet de positionner des panneaux solaires sur l'enveloppe pour alimenter diverses servitudes.

## Avantages et défauts

### Avantages
- Mode de transport consommant moins d'énergie selon un rapport « masse transportée / consommation d'énergie[107] ».
- Nécessité d’infrastructures bien moins importantes que d’autres moyens de transport aériens : pas d’aéro- ou héliports nécessaires, ce qui se révèle utile soit en cas d’absence de telles infrastructures, soit en cas de saturation de celles-ci[107].

### Défauts
- Sensible aux variations météorologiques[107].
- Beaucoup moins rapide (100-200 km/h maximum) que d’autres moyens de transport aériens[107].